# Economía de la empresa

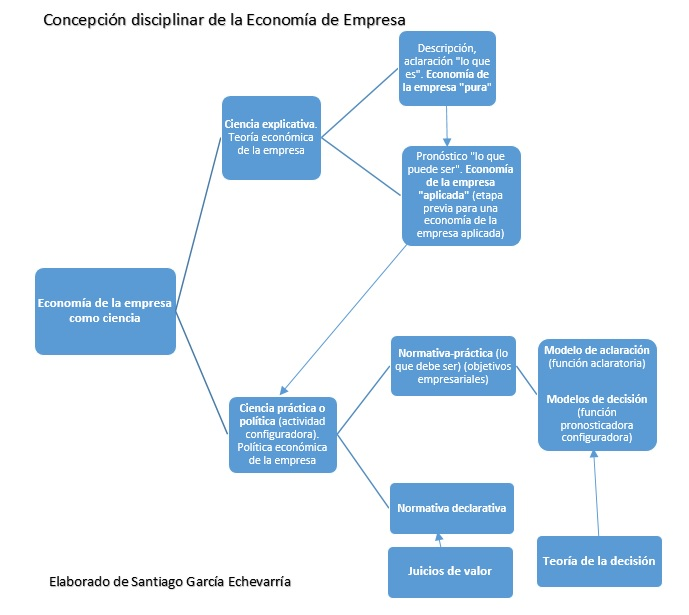

La economía de la empresa es el sistema conceptual que explica científicamente la totalidad de los fenómenos económicos-empresariales, tanto en el plano de sus relaciones en la estructura interna de la empresa y de sus actividades, como en el de sus relaciones en la estructura externa, según un comportamiento definido que logre sus leyes de equilibrio.
Es una ciencia que tiene que dar respuesta de futuro a aquellas decisiones que se adoptan hoy; no es una ciencia que se ocupe de aclarar meramente el pasado, por cuanto que las decisiones que se adoptan generan sus consecuencias en futuro.
Al estudio de todas estas relaciones y actividades de toma de decisión se las denomina E.E., que procede del término griego "oikonomia"  (οἰκονομία), que significa administración "nomos", de la casa y de la finca o patrimonio familiar "oikos", y que hoy se ha extendido a todos los negocios y a la forma en que se toman las decisiones para administrarlos económicamente. La economía o la administración es la superestructura o patrón universal de un sistema abarcador de todos los contenidos que definen la ciencia de la E.E. Es decir, la estructura que determina la configuración de esta ciencia es la economía, entendida en su sentido genuino finalista de administración.
Se conforma a través de un proceso integrador de diversas materias para fijar el contenido propio de la ciencia empresarial. La economía aplicada, la investigación operativa, la informática, la organización, los sistemas, etc., han ido integrándose como contenido característico de la EE, este proceso todavía no ha terminado.
Además, la economía de la empresa tiene un carácter interdisciplinario, aunque, susceptible de una estructuración adecuada. Se relaciona con disciplinas como el derecho, psicología, sociología, ingeniería, ecología, ética, etc., condicionadas estas relaciones a lo económico.
Es decir, sólo hay un contenido que permanece como núcleo de referencia: la economía o la administración empresarial.
A esta rama de la economía se la puede entender desde un enfoque positivo que se dedique a la descripción de la realidad en que se mueve la empresa y a su forma de funcionamiento y desde un enfoque normativo en el que la economía de la empresa tenga como contenido las decisiones que se deben adoptar para alcanzar los objetivos de la empresa.
Es pertinente remarcar que "(...) la ciencia de la Economía de la Empresa no ha surgido por una segregación de un sector parcial de la Economía Política, sino que ha surgido por planteamientos propios". 
En esta misma línea de tratamiento como ciencia, independiente de la economía política, Nicklisch justifica una separación de la teoría general fundando la razón de ser de la economía de la empresa en la oposición de un objeto empírico real y concreto, de existencia visible como lo es el de una razón social, frente al otro objeto supraindividual y abstracto del enfoque microeconómico de la conducta empresaria en la teoría económica.
Se trata, pues, de dos puntos de vista del estudio de lo económico, es decir, desde lo estatal o nacional la economía política y desde lo particular o privado la economía de la empresa.
La economía o economía política tiene por contenido el estudio del efecto que tienen las actividades económicas en el conjunto total y la economía de la empresa tiene por contenido el estudio de la estructuración económica de la labor a realizar y de su gestión considerando a la empresa como un organismo, o sea, la configuración racional de la actividad económica de la empresa explicando los hechos económicos en sus relaciones causales. Es teoría pura en tanto busca el conocimiento de la realidad económica empresarial y teoría aplicada en tanto propone la aplicación de tales conocimiento para la dirección racional de la empresa.
Para relevar la realidad empresarial se vale de tecnologías auxiliares como las técnicas de administración: organización y método del trabajo, de estructura organizacional, contabilidad, cálculo de costos, etc.; y otras técnicas como: matemática empresarial, estadística empresarial, y las técnicas de producción ingenieril. Una teoría fundamentada de este modo por la economía de la empresa no puede ser creada por la economía o economía policía; y allí radica su método particular, además, de sus enfoques y fines distintos.
En ocasiones en lenguaje ordinario se habla de microeconomía interpretando que la empresa es una unidad micro, singular, dentro de la macroeconomía o de los análisis globales; pero esto es un decir vulgar y no es correcto científicamente.
Por ende, no deben confundirse los planteamientos microeconómicos que se hacen de la empresa, con los planteamientos de la economía de la empresa. La microeconomía en su configuración científica no tiene que ver directamente con la construcción de la teoría económica de la empresa en el plano de la economía empresarial, cuyas misiones y cometidos van más orientados a la interpretación, aclaración, y toma de decisiones configuradas en la realidad empresarial. La microeconomía está al servicio de la macroeconomía para el uso de la economía política.

Pero, también, hay que considerar que la teoría económica en su planteamiento microeconómico, analizada desde tres conceptos (teoría neoclásica de la empresa, teoría de los costes de transacción, y property rights) se ha desarrollado ampliamente hasta dar un paso, en los últimos veinte a treinta años, a una economía de las instituciones. Y es aquí donde se produce una cierta convergencia, aún no plenamente lograda, entre las orientaciones de la microeconomía y de la economía de la empresa.
Sin embargo sobre este último punto Herbet Simon señala que "una característica fundamental de la nueva economía institucional es que conserva la esencialidad de los mercados y los intercambios [típico y normal en la economía política]. Todos los fenómenos se explican trasladándolos a (y derivándolos de) las transacciones del mercado basadas en contratos negociados, por ejemplo, en los que los empleadores se convierten en "principales" y los empleados en "agentes" ... La nueva economía institucional es totalmente compatible con la teoría neoclásica, a la cual preserva... En general, la nueva economía institucional no ha aprovechado al máximo el trabajo empírico sobre las organizaciones y la toma de decisiones para adoptar supuestos auxiliares ... Hasta que... las obras existentes sobre las organizaciones y la toma de decisiones se consideren, la nueva economía institucional y sus enfoques relacionados serán actos de fe, o tal vez de piedad". 

## Configuraciones del campo de estudio
Este campo de estudio ha sido ecléctico configurándose en determinadas épocas y países, o zonas, de forma algo distinta.
- En este sentido Popescu nos aclara que para fines del siglo XIX y principios del siglo XX surgieron escuelas y universidades dedicadas a la materia, pero que tomarían caminos distintos con resultados distintos, que no serían antagónicos, sino, complementarios. Por un lado la corriente anglosajona (británica y norteamericana) y, por el otro lado la europea continental (particularmente suizos, austriacos, alemanes, italianos); la anglosajona le daría preferencia a un enfoque empírico-práctico (management- gestión, conocida en Hispanoamérica como administración, en España como dirección-organización) y la europea continental le daría preponderancia a un enfoque teórico-abstracto (economía de empresa). Aunque luego en EE. UU se empezó a desarrollar la economía de la empresa.[13]
- Sin embargo, y de acuerdo a lo antedicho, también la economía de la empresa se ha configurado de forma muy diferenciada en los distintos países o zonas de influencia. Mientras en la literatura americana se sigue recogiendo la teoría económica en los planteamientos económicos de la empresa (integra la teoría económica y la "business administration" originando el "managerial economíes"; (como han señalado Spencer y Siegelman: el managerial economíes es la incorporación de la teoría económica a la práctica de los negocios[14])), en Centroeuropa se ha desarrollado hoy ya una teoría económica de la empresa específica y mucho más cercana a la realidad empresarial. No se trata de una refundición de la aportación de la teoría económica y de la economía de la empresa, sino de un amplio desarrollo de la teoría económica de la empresa.[15]

### Managerial economies
La literatura anglosajona define a la economía de empresa o economía administrativa como el uso del análisis económico para tomar decisiones empresariales que impliquen el mejor uso de los recursos escasos de una organización.

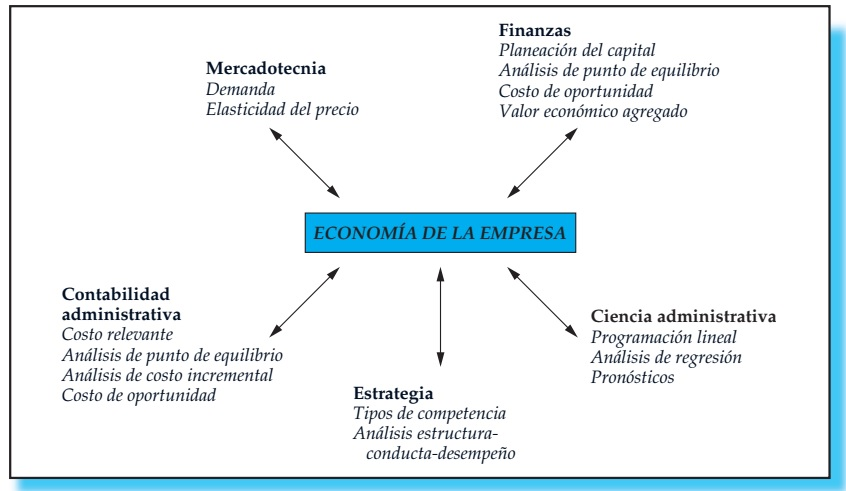
Relación entre economía de la empresa (managerial economíes) y ciencias administrativas

Keat y Young elaboran esta precisa y directa definición luego de definir economía y administración de la siguiente manera:
La economía es “el estudio del comportamiento de los seres humanos en cuanto a la producción, distribución y consumo de los bienes materiales y servicios en un mundo de recursos escasos”. Administración es "la disciplina de la organización y distribución de los recursos escasos de la empresa para alcanzar sus objetivos deseados".
Baye la define como el estudio de cómo dirigir recursos escasos de tal manera que se logre de la forma más eficiente posible una meta directiva.
Para los autores de la corriente anglosajona, la economía de la empresa es esencialmente un curso en microeconomía aplicada que incluye una selección de técnicas cuantitativas comunes a otras disciplinas tales como programación lineal (ciencia administrativa), análisis de regresión (estadística, econometría y ciencia administrativa), planeación del capital (finanzas) y análisis de costo (contabilidad de costos y administrativa). Es decir se establece una relación bidireccional entre la economía de empresa y las denominadas ciencias administrativas (marketing, finanzas corporativas, administración estratégica, investigación operativa, contabilidad administrativa).
También la macroeconomía aporta un marco global al análisis del funcionamiento de la empresa y en particular, de la apreciación de las consecuencias de las decisiones gubernamentales sobre la actividad de las empresas.
El iniciador de esta corriente anglosajona fue Joel Dean que en 1951 publica dos libros "Economía para directores de empresa o Economía gerencial" y "Presupuesto de Capital o política de inversiones".
- Esta corriente anglosajona no define objeto de estudio, no establece principios ni formaliza la disciplina, simplemente aplica herramientas microeconómicas y técnicas cuantitativas a distintos actos o decisiones administrativas. Tiene un fin practisista.

### Economía de la empresa

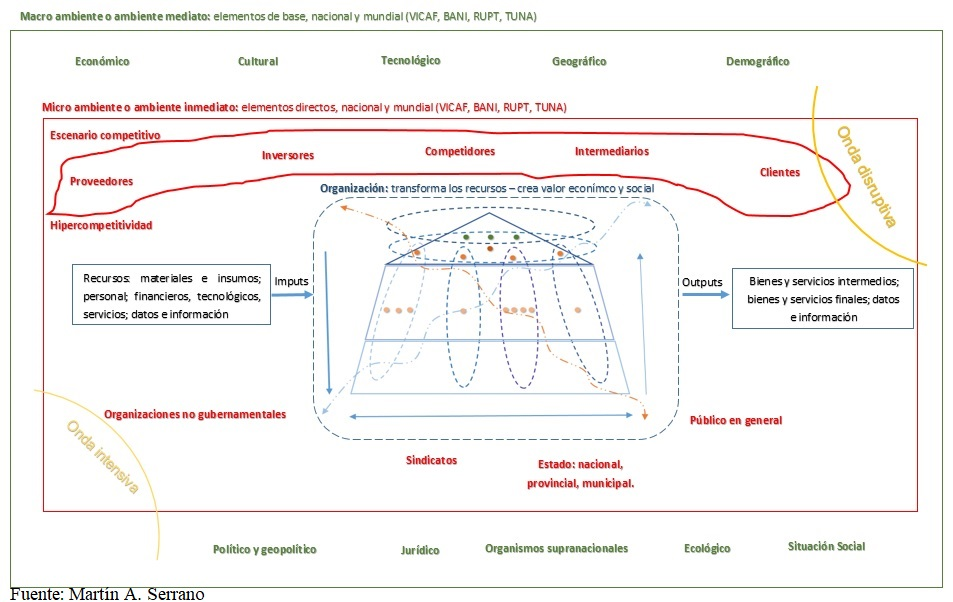
La organización y sistema empresa, y su entorno empresarial.

En la literatura Centroeuropea se entiende por economía de la empresa a la ciencia que estudia la empresa, concebida como un sistema, tratando de establecer las leyes de equilibrio que, tanto a nivel interno como en su relación con el medio en el que se desenvuelve, le conduzca a alcanzar la meta o fin perseguido.
Se comprende a la empresa en su concepción más amplia, con carácter propio y orden de complejidad suficientemente importantes para que se le reconozca como una entidad en sí misma, y no solo formando parte de una entidad económica superior.
Por consiguiente, la economía de la empresa, trata, en su configuración científica, de descubrir, explicar y configurar el conjunto de los procesos de coordinación que realiza la empresa, tanto, en su dimensión interna (costes de organización) como en su dimensión externa (costes de transacción).
Entonce, llegamos así a una primera acotación del contenido de la economía de la empresa como ciencia:
- Delimitar las fronteras de la empresa como fórmula de acción colectiva
- Explicar su naturaleza y razón de ser
- Estudiar su estructura interna
- Pautas de comportamiento[26]

El desarrollo que sigue corresponde al tratamiento como ciencia dado por la corriente europea continental.

## Objeto de estudio

#### Objeto material
En un sentido amplio el objeto de estudio es la empresa, más exactamente las relaciones de significado económico que se producen tanto en el interior de la misma como las que tienen lugar entre ésta y su entorno. 
Tiene como objeto de experimentación todo el conjunto de fenómenos empresariales, a saber:
- En el plano técnico - económico o según su naturaleza físico - productiva.
- En el plano financiero - económico interno y externo.
- En el plano psicosociológico - económico o del conjunto de motivaciones y objetivos de comportamiento.[1]

#### Objeto formal
La economía de la empresa como ciencia, atiende al conocimiento de la realidad empresarial; se preocupa de la elaboración conceptual de manera que sean captados todos los fenómenos empresariales, constituyendo la realidad de su objeto material.
Pretende entender y explicar las causas de las variaciones en las relaciones económicas procedentes de la gestión y administración de la empresa para mejorar la calidad de las decisiones empresariales en aspectos tales como la elección correcta de las fuentes de financiación, la decisión acerca de los bienes o servicios a producir, las relacionadas con las necesidades y deseos de los cliente, con la estrategia de dirección a seguir, etc.
A diferencia de la teoría económica clásica, la economía de la empresa parte de la consideración de la empresa como un fenómeno real, una organización de funcionamiento. Mientras que en la teoría económica general la empresa es una ficción, un tipo ideal que difícilmente se de en la realidad; en la teoría económica de la empresa, la empresa es un concepto operacional que existe realmente y es esta empresa de la realidad histórica la que constituye su objeto específico.
Comprende el objeto empresarial, sus relaciones económicas y sus leyes propias.
Se distingue la existencia y análisis de cuatro tipos de causalidades:
- causalidad físico-matemática: busca establecer el orden lógico matemático de las cosas.
- causalidad en el comportamiento administrativo:  busca entender el funcionamiento de los grupos en relación a la organización como un todo; haciendo hincapié en el aspecto funcional de los grupos y de la gestión respecto a la organización.
- causalidad de la acción política: busca las causas de toma de decisión y por qué se adoptan ciertas estrategias, políticas y planes.
- causalidad coyuntural y tendencial: el ajuste dinámico multicausal entre las variables económicas dentro de una dinámica económico empresarial en continua evolución. Las variables económicas que incorporan los aspectos meta económicos, ya que tendrán implicancias económicas, como aclara García Echevarria.

Estas causalidades conforman conjuntamente las relaciones causa-efecto que explican la evolución de las organizaciones empresariales.

### Empresa
Se entiende por empresa a aquel agente económico en donde se organizan con eficiencia los factores económicos para producir bienes y servicios para el mercado con el ánimo de alcanzar ciertos objetivos, es decir, como un conjunto (sistema) de elementos humanos, técnicos y financieros, dirigidos y organizados según determinada jerarquía o estructura organizativa que lleva a cabo un directivo-gerente o empresario en ejercicio de la función directiva o empresarial.
Desde un óptica algo más clásica, la empresa se ha de entender como un conjunto ordenado de factores productivos, que tienen como fin la producción de bienes y servicios, es el elemento básico de la producción en un sistema económico.
En general la tarea común para todas las empresas es la realización de una actividad productiva o transformadora: a partir de unos recursos o factores (inputs) obtienen unos productos (outputs, que pueden ser bienes. productos tangibles, o servicios. productos intangibles) de mayor valor o utilidad. Las empresas realizan actividades productivas que crean utilidad (riqueza). en el sentido de que la utilidad de los outputs es superior a la de los inputs.
Este incremento de la utilidad puede manifestarse de distintas maneras:
- Alterando las propiedades físicas o químicas de los inputs (actividad productiva: caso del colchón, el coche. el libro o el periódico).
- Haciendo a los bienes disponibles en distintos momentos del tiempo (actividad de almacenaje: caso del quiosco).
- Cambiando los bienes de lugar (actividad de transpone: caso de la empresa de automóviles Agreda).

Es decir, la empresa es una "unidad de transformación" de inputs en outputs de forma que se incremente la utilidad.

#### Funciones económicas de la empresa
1. F. básica: generar bienes y servicios en condiciones de eficiencia económica, esto es, crear valor, utilidad o riqueza.
2. F. de descuento: o de anticipo del producto obtenido, ya que la empresa adelanta unas rentas a los factores de producción (paga salario, adquiere materias primas, etc.) antes de que el resultado del proceso (ciclo de producción, ventas, cobros) se haya materializado, es decir de recibir ingresos por el capital invertido.
3. F. de asunción del riesgo: de la actividad económica, como consecuencia de la anticipación de rentas con base a unas expectativas que pueden cumplirse o no.
4. F. de dirección, coordinación y control del proceso productivo: esto implica la necesidad por parte de la empresa y del empresario de seleccionar los factores productivos adecuados (personas y bienes) de estructurarlos convenientemente, de planear su actividad, formarlos, dirigirlos y controlarlos.
5. F. social: contribuye al progreso, desarrollo y mejora del bienestar de la sociedad. Crear empleo, paga rentas, realiza innovaciones, etc.[34]

#### Características de la empresa
Para Sánchez Gil, los caracteres definitorios de la empresa en el sistema económico capitalista son los siguientes:
1. Es una unidad autónoma de producción.
2. Utiliza trabajo ajeno, además del de empresario.
3. No produce para el autoconsumo, sino para el mercado.
4. Su actividad la motiva el lucro (algunos autores no hacen esta distinción, pude no tener como fin el lucro).
5. Poseedora en forma y grados diversos de capital.
6. Sometida a un riesgo.
7. En la que existe innovación.[35]

Sin embargo, la concepción actual de la empresa en la disciplina asume un enfoque ecléctico entre la visión económica y la visión organizacional proveniente de la administración, es decir, se la considera como unidad económica, pero también se pone énfasis en lo organizacional.

#### Elementos de la empresa
- Elementos tangibles:

— Elementos materiales: bienes duraderos, como edificios, terrenos o mobiliarios, y bienes no duraderos, como materias primas o productos acabados.
— Elementos financieros: fondos monetarios necesarios para la puesta en práctica de la actividad.
— Elementos humanos o personales: propietarios del capital, directivos y empleados.
- Elementos intangibles, aun cuando no son materiales, muchas veces constituyen el principal activo de la empresa.

— Relacionales: valor de las relaciones de la empresa con el exterior. 
— Humanos: conjunto de conocimientos y habilidades que tienen las personas que trabajan en la empresa y que determinan sus posibilidades de trabajar en equipo, desarrollar nuevas ideas, etc.
— Estructurales: se refieren al sistema de organización, a los procedimientos, a las bases de datos y, en definitiva, a todo aquello que conforma la estructura organizativa. Los elementos organizativos hacen referencia a la estructura de la empresa en este sentido. Una adecuada organización de una empresa, es decir, el conjunto de normas que coordinan los medios destinados a obtener el resultado determinado, va a resultar fundamental para el buen funcionamiento y rendimiento de la misma. Tanto los elementos tangibles como los elementos intangibles deben estar organizados.

#### Subsistemas funcionales de la empresa
La consideración de la empresa como sistema posibilita realizar un análisis y abstraer de su realidad un modelo general e interdisciplinario de su estructura, de sus componentes y de sus interrelaciones internas y externas. 
La empresa es parte de un sistema mayor que constituye su entorno y las relaciones con este. Entonces habrá un entorno general o mediato compuesto de distintos elementos: cultura de la sociedad, tecnológico, político, legal, natural, demográfico, sociológico, económico, y un entorno específico o inmediato compuestos de otros elementos: clientes, proveedores, competidores actuales, competidores potenciales.
Luego la empresa puede ser vista como una serie de subsistemas relacionados entre sí:

##### Subsistema de operaciones o real o físico
- Aprovisionamiento

Se encarga de la compra o aprovisionamiento de las materias primas necesarias para la producción, así como de gestionar la logística (transporte y almacenamiento), tanto de los factores, como de los productos terminados. Realiza actividades tales como el almacenamiento de las materias primas, el control de las existencias, manejo de maquinaria, control de la calidad, etc. Es decir, se encarga de adquirir los insumos o factores necesarios para acometer las actividades de producción; es decir, debe ocuparse de las cuestiones relacionadas con la previsión, materialización y gestión de las inversiones de naturaleza física que se van a incorporar al proceso productivo.
- Producción

Es el subsistema encargado de la transformación de los inputs en productos o servicios que satisfagan las necesidades del mercado. La producción consiste en el desarrollo de una actividad creadora de bienes o servicios encaminados a satisfacer necesidades humanas, de forma que la utilidad de los elementos obtenidos sea superior a la de los empleados para su ejecución. 
- Comercialización

Se encarga de la comercialización, distribución y venta de los productos y servicios de la empresa a los consumidores. Realiza actividades tales como estudios e investigación de mercados, diseño de campañas publicitarias, información y comunicación, promociones de productos, diseño de puntos de venta, fijación del precio, envío de información a clientes potenciales, servicio postventa, etc.
Es el subsistema al que compete relacionar la organización con el mercado, desde su conocimiento hasta la distribución de los productos demandados. Actividades comerciales son tanto el aprovisionamiento de inputs como la colocación de outputs; sin embargo, a efectos de subdivisión de la empresa en subsistemas funcionales, se distingue entre el subsistema de aprovisionamiento (aprovisionamiento de inputs) y el subsistema comercial (el encargado de colocar los elementos previamente adquiridos o la producción en el mercado), también conocido como subsistema de distribución o marketing. Este subsistema se encarga de las decisiones sobre producto, precio, promoción y distribución (conocidas como las «4 P del marketing mix {Product, Price, Promotion y Place»), además de la investigación de mercados.

###### Subsistema financiero o de capital
- Financiación

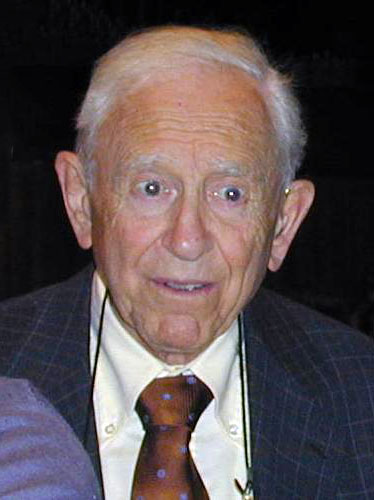
Franco Modigliani, realizó importantes contribuciones en materia de finanzas empresariales. Junto con Miller desarrollaron el Teorema de Modigliani-Miller. Premio Nobel en economía 1985

Se encarga de la obtención y gestión de los recursos financieros necesarios para el funcionamiento de la empresa conseguir financiación a bajo coste. Para iniciar un negocio se requiere disponer de recursos financieros. La misión del subsistema financiero consiste en buscar los fondos necesarios para financiar las actividades empresariales y distribuirlos entre las distintas áreas de la unidad económica o alternativas de inversión. El subsistema de financiación es el sustento del resto de áreas funcionales, puesto que sin los fondos obtenidos por el mismo sería imposible la realización de cualquier tarea productiva.
- Inversión

Analiza las decisiones de inversión de dichos recursos en las opciones más rentables, tratando de mantener un equilibrio financiero. Realiza actividades tales como elegir en qué activos invertir el dinero, analizar la rentabilidad de las inversiones, etc. 

###### Subsistema administrativo o gerencial o de pilotaje
- Administración estratégica

Este subsistema se encarga de la planificación, organización y control de los subsistemas funcionales, velando para que no funcionen de forma independiente persiguiendo sus propios objetivos, sino de forma coordinada persiguiendo los objetivos del sistema empresa. Además, el subsistema de dirección es el encargado de la relación entre la empresa y su entorno, desarrollando una adecuada planificación estratégica que logre proporcionar a la empresa una ventaja competitiva sostenible a largo plazo. 
- Administración táctica y operativa

Organiza los factores de producción, fija los objetivos a alcanzar en tanto que sean compatibles con los recursos, y controla la ejecución. O sea, gestiona el aprovisionamiento, producción y comercialización. Y se encarga del reclutamiento, selección, formación y motivación de las personas en la empresa. Realiza actividades tales como entrevistas a candidatos, diseño de la remuneración, evaluación del rendimiento y promociones de los trabajadores, diseño y aplicación de programas de prevención de riesgos laborales, etc.

#### Otros elementos de análisis

##### La empresa según su tamaño
Micro empresa menos de 10 empleados; pequeña entre 10 y 49; mediana de 49 a 250 empleados; gran empresa más de 250 empleados. Estas clasificaciones son variables, según la clasificación de la OCDE son muy pequeñas hasta 19 empleados, pequeñas 20 a 99 empleados, medianas 100 a 499 empleado, grandes más de 500 empleados. También se las puede categorizar por nivel de facturación, y por activos totales.

##### La empresa según el sector de actividad
Aquí tenemos el sector primario compuesto de actividades agropecuarias y actividades extractivas; el sector secundario incluye empresas industriales y de servicios para la industria; el sector terciario actividades relacionadas con el comercio y otros servicios.

##### La empresa según el ámbito competitivo geográfico
Empresas locales: desarrollan su actividad en una localidad concreta.Empresas regionales: desarrollan su actividad principal en varias localidades o provincias de una misma región. Empresas nacionales: desarrollan su actividad principalmente en un país. Empresas internacionales: operan en un país, pero a su vez exportan a otros países. Empresas multinacionales: empresas que tienen filiales en otros países, ya sean de producción o venta. Empresas globales: empresas con presencia en prácticamente todo el mundo.

##### La empresa según la titularidad del capital
Empresa privada es aquella cuyo capital pertenece a la iniciativa privada, ya sean personas físicas o jurídicas las que ostenten la titularidad del capital. Empresa pública es aquella cuyo capital pertenece a las administraciones públicas (AA.PP.), bien sea el Estado Nacional, provincial, municipal, etc. Empresa mixta, está constituida por capitales tanto privados como estatales.

##### La empresa según el destino de los beneficios
Conánimo de lucro: empresa creada para los estos beneficios obtenidos se distribuyan en parte o en su totalidad sobre sus accionistas o propietarios. Sin ánimo de lucro: la empresa recoge en sus estatutos que sus beneficios se destinarán en exclusiva a otros fines sociales o de crecimiento y no a remunerar a sus propietarios.

##### La empresa según la forma jurídica
Dependerá de la legislación de cada país. Normalmente nos encontramos con las formas más sofisticadas como ser la sociedad anónima (S.A) y la sociedad de responsabilidad limitada (S.R.L); luego habrá sociedades colectivas como ser cooperativas, mutuales, sociedad de garantía recíprocas, sociedades comanditarias; y empresas individuales, en algunos países existe la figura de sociedad anónima unipersonal (S.A.U)

## Elementos de la economía de la empresa

### Equilibrio económico
Busca y sustenta las condiciones de racionalidad que se establecen con un fin optimizador de la empresa. No obstante, aunque solo sea por la complejidad de la organización empresarial y por la imposibilidad de cuantificar todos los aspectos de dicha realidad, suele resultar difícil alcanzar condiciones óptimas, lo que nos conduce a planteamientos de equilibrio del tipo de suboptimización o satisfacción.
La determinación de las leyes de equilibrio económico-empresarial debe entenderse en sentido amplio, esto es, del equilibrio tanto interno como externo (adaptación al medio o entorno). Estas leyes de equilibrio deberán responder a unos principio generales de economía de la empresa que conduzcan al "óptimo" global del sistema.

En este sentido puede verse a la empresa como un entramado sistémico de relaciones productivas fundamentadas en la división del trabajo, delineando así la interconexión y dependencia entre las diversas áreas operativas. Para optimizar el funcionamiento de estas funciones operativas, es necesario coordinar eficazmente las optimizaciones parciales con la totalidad de la empresa.

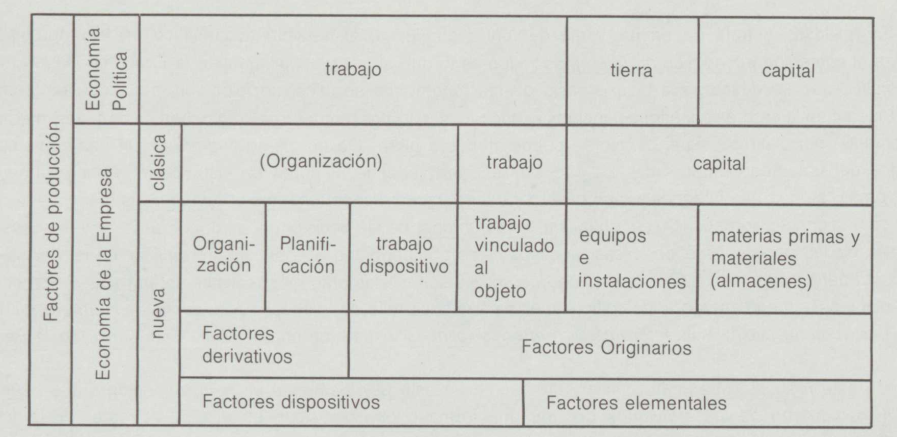
Factores de producción. Fuente: Santiago García Echevarría.

### Factores de producción
- Perspectiva clásica: organización, trabajo y capital.
- Perspectiva moderna: aquí hay dos clasificaciones.

1. factores derivados: organización y planificación
2. factores originarios: trabajo dispositivo, trabajo vinculado al objeto, instalaciones y equipos, materias primas y suministros.

1. factores dispositivos: organización, planificación, trabajo dispositivo, y parte del trabajo vinculado al objeto.
2. factores elementales: parte del trabajo vinculado al objeto, instalaciones y equipos, materias primas y suministros.

### Valor y valoración
Una de la claves fundamentales de la economía de la empresa corresponde a la valorización que se realiza de los recursos de que se dispone, al valor de la transformación que se hace de los mismos, y las técnicas de medición de los mismos. Se debe valorar lo técnico-económico y lo organizacional-empresarial, relacionándose esto con los principios de le economía de la empresa. También lo cualitativo juega un papel relevante dentro del conjunto de los costes y utilidades de la empresa, y esto hace necesario considerar la valoración de la dimensión cualitativa de la empresa, utilizando cálculos de perfil asignado escala métrica y de cálculo de matriz de portafolio o cartera de negocios, como ser Matriz de Mckinsey, donde entran en juego las estrategias.

### Cálculo económico
Para su diseño se debe asumir aquella concepción de empresa que permita resaltar lo económico, como eje director, sobre el que puedan integrarse las demás dimensiones de la realidad empresarial. Todos los elementos, tanto los económicos como los metaeconómicos, son interdependientes entre sí y constitutivos de toda institución, y de toda acción humana.

### Principios
1. Principio de productividad o rendimiento
2. Principio de economicidad
3. Principio de rentabilidad
4. Principio de equilibrio interno (o de estructura de la organización de la entidad)
5. Principio de innovación de la actividad empresarial
6. Principio de crecimiento de la unidad económica[47]

## Teoría económica de la empresa
Como se mencionó, al inicio del artículo, se debe distinguir entre microeconomía y economía de la empresa, ya que, la economía de la empresa estudia a la empresa como ente real y complejo y, no como algo ideal y abstracto como en la teoría microeconómica. La economía política distingue en su planteamiento clásico tres factores de producción: trabajo, tierra y capital, distinguiendo Say entre dos tipos de trabajo: un trabajo físico y otro trabajo intelectual.
La disposición de una "teoría económica de la empresa" facilita el enfoque teórico de todo el entramado empresarial que permite su análisis económico-social de la entidad de la empresa como organización y como corporación, y ello tanto para cada uno de los procesos de coordinación como también para el conjunto de la acción institucional.
La economía de la empresa no busca solo la descripción de los distintos factores que entran en el proceso productivo, sino que busca además las relaciones entre estos factores, las relaciones entre los factores que entran en el proceso de producción y el producto o resultado de tal combinación. Por ello, se trata en la Economía de la Empresa no solo de las relaciones meramente cuantitativas de estas relaciones, sino también de los aspectos cualitativos.
La disciplina economía de la empresa se centra en la coordinación efectiva de la actividad humana, tanto dentro de la empresa como en el entorno institucional más amplio que produce bienes y servicios. También abarca la "economía doméstica", que se refiere a facilitar los recursos necesarios para los procesos productivos. Su objetivo principal es el análisis económico de la empresa, considerándola como una entidad corporativa en dos dimensiones:
1. Configuración de los procesos internos y su coordinación, lo que implica los costos organizativos.
2. Relaciones de la empresa con otras instituciones dentro del "orden de la economía", lo que implica los costos de transacción.

Es decir, la economía de la empresa aborda el análisis económico-social de la coordinación interna y externa, evaluándola desde perspectivas técnica, económica, social y financiera. Busca lograr:
1. Eficiencia en la utilización de recursos y capacidades limitadas.
2. Contribuir al desarrollo personal dentro del contexto de la dignidad humana.[49]

Entonces, se entiende por teoría económica de la empresa a aquella teoría que permite la descripción, interpretación, aclaración y pronóstico de los elementos que definen la estructura económica de la institución empresarial, las relaciones entre ellos y sus comportamientos. 
La T. E. E busca por lo tanto una respuesta a la eficiencia en la asignación de recursos, es decir, eficiencia económica, eficiencia técnica, eficiencia financiera, eficiencia organizativa, y eficiencia humana. 
O sea, la T. E. E constituye el armazón del análisis económico en el que se integran:
- todos aquellos aspectos económicos y metaeconómicos que provienen del entorno.
- los aspectos que provienen de la propia dimensión institucional o corporativa de la empresa.
- las exigencias de cada una de las funciones empresariales.

Es decir, el contenido de la T. E. E implica la búsqueda de eficiencia y racionalidad técnica, económica y social en cinco dimensiones:
1. institucional: es la dimensión constitutiva de la empresa como institución social, estudia desde una perspectiva económica la legitimidad empresarial en cuanto si está justificada o no la creación de la empresa.
2. técnica: implica los conocimientos sobre los procesos tanto hard como soft. Busca de alternativas de proceso y de combinación de factores.
3. económica: analiza los procesos y los recursos desde el valor, muchas veces el precio no refleja el valor, ya sea, por subsidios, monopolio o alguna otra artificialidad.
4. organizativa: implica la disposición organizativa de los recursos. En una sociedad con alta división del trabajo se hace necesario organizar las actividad y sus proceso internos para un correcto y eficaz funcionamiento. La teoría administrativa como punto de referencial central de la actividad empresarial es la que afecta la eficiencia organizativa.
5. disposición de RR. HH.: trata de desarrollar y diseñar adecuadamente la disposición de RR. HH. en los procesos de combinación de factores, en función de los bienes servicios que quieran elaborarse (no son políticas de RR. HH., eso es organización).[50]

### Teoría institucional
Corresponde al análisis de la propia institución empresarial teniendo como marco conceptual a los costos de coordinación y a los costos de transacción, tanto de:
- su filosofía empresarial, es decir, su contenido institucional
- su imagen corporativa, en su relación con el entorno
- su cultura empresarial, en sus relaciones internas.

La evolución en forma de U del coeficiente de producción a en función de la intensidad d se considera típica de la función de producción de Gutenberg

### Teoría de producción
Define la base de todo el cálculo económico. Busca mayormente:
- la configuración óptima de los recursos
- la combinación óptima de los mismos
- la búsqueda de alternativas para la disposición de recursos y combinaciones de los mismos

Aquí podemos destacar la función de producción de tipo B de Gutenberg; sobre la que luego ha ido habiendo modificaciones (función de tipo C, D, E, F). Mientras que las funciones de producción clásicas, de la economía política, para un conjunto dado de factores de producción (trabajadores, máquinas, etc.) especifican la máxima cantidad de producción posible x; Gutenberg calcula tanto la cantidad de producción como el consumo de factores a partir del número n de máquinas activas, la velocidad d a la que trabajan (intensidad) y el tiempo t durante el cual están activos.
La teoría de la producción marca la economicidad desde la perspectiva técnica; por tanto, un economicidad restrictiva, buscando aquella combinación de factores de producción R, y sus correspondientes cantidades r, que optimizan desde el punto de vista de la disposición de los recursos, y teniendo en cuenta las estructuras técnicas.

### Teoría de costes
Busca definir cuales son aquellos factores que influyen en los niveles de costes, cómo influyen y cómo se comportan dichos factores. Cómo se determinan los costes en la realidad empresarial y analizar alternativas y soluciones desde el punto de vista económico. 
Ayuda a realizar el cálculo económico de una decisión empresarial.
Es decir, la teoría de costes determina la economicidad desde el punto de vista integral del comportamiento técnico y de la incidencia de los valores de los distintos recursos R que se han utilizado.
El criterio de economicidad corresponde a la minimización de costes de la combinación de factores que se pueden realizar en cada una de las alternativas técnicas.

### Teoría organizacional
Toda actividad empresarial implica dirigir permanentemente los procesos, coordinando los distintos factores de producción para poder cumplir con el fin organizacional.
Del análisis económico empresarial se diferencian dos tipos de factores:
1. Factores elementales: son los recursos implicados directamente en la producción y operaciones, como ser, mano de obra directa, materia prima, insumos, etc.
2. Factores dispositivos: que son los encargados de conducir al cumplimiento de los objetivos empresariales. Se diferencian a su vez en:
  - Factor de dirección u originario: que es el proceso de dirigir instituciones y personas, fundamentalmente.
  - Factores instrumentales: esto es planificar, organizar y controlar. Son los instrumentos que utiliza la dirección para realizar el proceso directivo.

El factor dispositivo ha sido olvidado por gran parte de la teoría macroeconómica y economía política, ya que suponían coordinación perfecta de los factores y total certidumbre; esto en la realidad empresarial no es así, ya que existen costos de organización y coordinación de los factores e incertidumbre. Se necesita del directivo para que resuelva los problemas de coordinación entre los distintos niveles de la empresa y las distintas funciones empresariales.
Por lo tanto, el factor dispositivo constituye el factor encargado de dirigir el proceso empresarial, tanto, en lo referente a la dirección de funciones empresariales, como a la dirección de personas.
Deberá buscar la reducción de los costes de coordinación, y en lo referente a la dirección de personas, aplica en la dimensión interna de la empresa, esto es coordinación interna de la identificación de la persona con la cultura empresarial; en la dimensión externa, es coordinación a través de la imagen corporativa en relación para con los clientes, proveedores y grupo de interés en general.

### Teoría de la disposición de RR.HH
Aquí se debe diferenciar entre la mano de obra directa (M.O.D) involucrada directamente en las operaciones y la mano de obra indirecta (M.O.I) que es aquella que estructura el sistema dispositivo de factores, es decir, la funciones indirectas de planear, organizar, dirigir, controlar.
Es así la dimensión económica que aquí nos ocupa en tanto determinación de los factores económicos más relevantes para el cálculo de la mano de obra directa (M.O.D), para la determinación de sus potenciales y utilizaciones o configuraciones, costes de RR.HH, así como las capacidades cualitativas y todo lo concerniente al impacto económico de los comportamientos. Esta dimensión económica, es influida y depende en buena medida de la dimensión de dirección del personal (motivación, integración, liderazgo, etc.), y de la dimensión de la política de personal (normas de comportamiento, organización, planificación) que establece la relación función-persona; o sea, la dimensión económica es consecuencia de estas dos dimensiones.

### Teoría de ventas o comercial
Las empresas al trabajar en una economía de mercado, y no en una economía planificada, deben ocuparse ellas mismas de colocar su producción en el mercado. Nadie les realiza dicha función. Además de vencer por sí mismas las resistencias del mercado, esto se ve complejizado por las medidas de políticas de ventas de las empresas competidoras en la lucha por mantener o ampliar la participación de mercado.
Por consiguiente, en ningún otro sector es el despliegue de energías empresariales de importancia tan decisiva como en el campo económico de las ventas.

Función de precio - venta con doble pliegue de Erich Gutenberg. El quiebre de la curva señala la zona de "monopolio" del empresario donde este puede retener clientes.

Entonces, la función comercial o sistema comercial de la empresa es la encargada de situar los productos o servicios en el entorno, haciendo posible que las organizaciones cumplan con su función fundamental de satisfacer las necesidades y demandas de la sociedad. Hace referencia a un conjunto de actividades que desarrollan las organizaciones para relacionarse con su entorno; debe ser entendido como un proceso que afecta tanto al flujo físico de bienes y servicios de la empresa a los clientes (venta) como a un flujo informativo. En este sentido, el marketing interviene en el proceso de puesta en marcha de la actividad empresarial al tratar de identificar las necesidades y deseos de los potenciales consumidores en el mercado; esto será fundamental para ajustar la oferta (producto o servicio) a dichas necesidades y comunicarla adecuadamente a los destinatarios potenciales.
Por lo tanto, se trata de que el proceso de intercambio entre empresa y consumidor (función comercial) se desarrolle teniendo en cuenta las necesidades del cliente (el marketing como filosofía), para lo cual se desarrollan una serie de actividades (el marketing como función) como son, la investigación de mercados, definición de la política de producto, determinación de la política de precio, política de ventas; cálculo de demanda y estimación de ventas, etc.

### Teoría financiera
Desde un punto de vista financiero, la empresa puede ser considerada como una sucesión en el tiempo de proyectos de financiación y de inversión. La razón de la existencia de la empresa es satisfacer las necesidades de los consumidores y, para ello, se necesitan recursos financieros con los que poder adquirir bienes de equipo, naves industriales, mercancías, material de oficina, etc., con los que poder fabricar el bien o prestar el servicio.
La función financiera abarca todas las actividades de financiación e inversión de la empresa, es decir, constituye el punto de contacto entre la obtención y la aplicación de los recursos financieros de la empresa. 
Las actividades que debe desempeñar la función financiera son las siguientes:
a) Obtener los recursos financieros necesarios en las mejores condiciones de coste, vencimiento y cantidad. b) Decidir qué inversiones se llevarán a cabo y cuántos fondos serán destinados a cada una de ellas. Se optará por las inversiones que cuenten con las mejores condiciones de rentabilidad, riesgo y liquidez.c) Llevar a cabo la gestión de tesorería: control de los flujos de cobro y pago. d) Llevar a cabo la gestión impositiva: se debe procurar que la influencia económica de los impuestos a pagar sea lo más favorable posible para la empresa. e) Gestionar la seguridad: fondos de pensión, seguridad, etc. f) Definir la política de dividendos.
La estructura económica y la estructura financiera constituyen las dos caras de una misma realidad. La estructura económica representa el conjunto de inversiones realizadas en la empresa, mientras que la estructura financiera define el conjunto de medios o recursos financieros que permiten la adquisición de los bienes en los que se materializan las mencionadas inversiones. Ambas estructuras pueden ser representadas de forma conjunta por medio de un modelo cuantitativo o estado financiero denominado «balance de la empresa» o «balance de situación».

### Constitución disciplinar
La variedad de temas que abarcan las teorías, enunciadas arriba, muestra que, la economía de la empresa es una ciencia construida socialmente desde distintas regiones del saber. Y este proceso constructivo ha sido el que ha

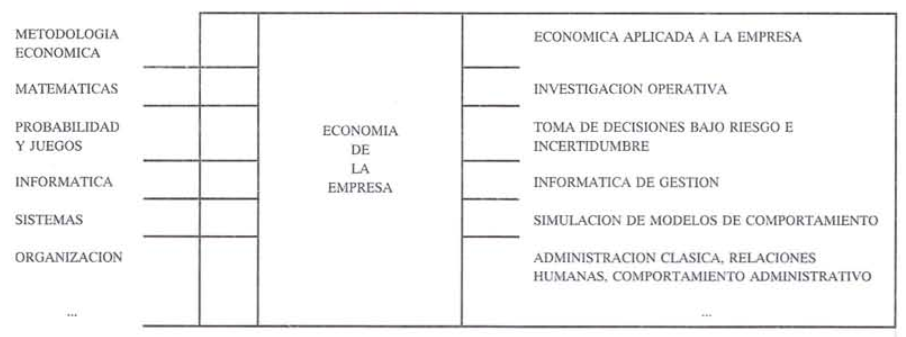
Fuente: Soldevilla García, E. Universidad del País Vasco.

determinado su contenido. Los conceptos y leyes contenidos en la E.E. es el final de este proceso inacabado. Ahora bien, la E.E. al asumir estas materias procedentes de otros saberes, las individualiza con características económicas propias. La metodología económica empleada en la empresa ha dado origen a la economía aplicada a la empresa, diversificada en sus áreas funcionales (demanda y mercado empresarial, gestión comercial y de stocks, gestión de producción, precios y costos, financiación e inversión, control y planificación económica, etc.). La matemática aplicada a la empresa se ha convertido en investigación operativa. La probabilidad y la teoría de los juegos han servido para establecer los fundamentos teóricos de la toma de decisiones en condiciones de riesgo e incertidumbre. La informática en su aplicación a la empresa suele denominarse informática de gestión. La organización de la empresa ha evolucionado por los cauces de la E.E. según los enfoques clásicos de administración, los de las relaciones humanas y ahora está desembocando en la ciencia del comportamiento administrativo.

## Política económica de la empresa
La política económica de la empresa es una rama o subdisciplina de estudio de la economía de la empresa; esta estudia y se ocupa de, la configuración de la política interna de la empresa en lo referente a la fijación de objetivos y decisiones, y la configuración de la política externa en relación a los objetivos y decisión con el mercado considerado en sentido amplio. Su estudio como subdisciplina se consolida en la década de 1950, aunque, sus orígenes se remontan a la década del ´20.
Es decir, la PEE se ocupa de la configuración y dirección del proceso económica en la unidad productiva que, implica, la fijación de:
- políticas financieras
- políticas de ventas
- políticas de producción
- políticas de personal, etc.[60]

La política empresarial debe buscar los planteamientos en torno a las situaciones de decisión. Debe orientar, en los más diversos niveles de abstracción, su actividad a describir y aclarar los procesos de decisión, sus componentes, sus interdependencias y su combinación óptima. Lo que es de esperarse es, pues, planteamientos teóricos que sirvan de base para configurar adecuadamente cada situación de decisión.

## División por áreas de estudio de la economía de la empresa
Una de las primeras clasificaciones conocidas es la Bueno, Cruz, Durán:
- Historia de la economía de la empresa: a- historia de la empresa, b- historia del empresario, c- historia de la disciplina
- Economía de la empresa teórica: 1. Economía de la empresa general (instituciones): a- teoría general de la empresa capitalista (estructura y objetivos), b- teoría general de la empresa socialista (estructura y objetivos), c- teoría general del empresario (expectativas y decisiones). 2. Economía de la empresa formal: a- teoría de la administración de la empresa (planificación y control), b- teoría de la organización de la empresa (estructura, grupo humano, cientifismo del trabajo), c- teoría de la producción en la empresa, d- teoría de la comercialización de la empresa, d- teoría de la financiación de la empresa, e- teoría del crecimiento de la empresa, f- teoría del sistema de información de la empresa.
- Economía de la empresa aplicada: 1. Según el tamaño de la empresa: a- economía de la gran empresa, b- economía de la pequeña y mediana empresa. 2. Según la naturaleza económica de la empresa: a- según sectores (financieras, servicios, agrícolas, industriales, etc.), b- según otros criterios económicos. 3. Según las funciones principales de la empresa (técnicas auxiliares).[62]

Otra clasificación reconocida es la de García Echevarría:
- Economía de la empresa general: a- organización, b- producción, c- costes, d- financiación, e- sistemas, f- contabilidad, g- ventas, etc.
- Economía de la empresa especial: 1. Sectores económicos: industria, comercio, baca, seguros, público, transporte, servicios, agrícola, etc. 2. Funciones: financiación, producción, ventas, costes, organización, sistemas de información, personal, impuestos, servicios, informática.[63]

## Historia
En líneas generales, su configuración como disciplina autónoma o sustantiva, si bien experimenta un considerable avance durante la segunda mitad del siglo XIX con las Escuelas Universitarias de Administración de Empresas, las denominadas Escuelas Superiores de Comercio en España e Hispanoamérica, no se produce en realidad hasta bien avanzado el siglo XX. Sus antecedentes más inmediatos se encuentran en el siglo XVII en la Ciencia Comercial mercantilista, cuyo desarrollo fue paralelo al de la Economía Política (el término economía política fue acuñado en 1615 por Antoine de Montchrestien).
Ha tenido diferentes denominaciones hasta llegar a la actual, se la ha denominado como ciencia comercial, ciencia de los negocios, economía privada, economía individual, hasta la actual economía de la empresa [a veces denominada economía administrativa o gerencial, o economía organizacional] teniendo especial desarrollo en Alemania en la universidades de Leipzig; Colonia y de Fráncfort desde fines del siglo XIX. Precursor suyo ha sido también la antigua ciencia cameralística, que aparece como la ciencia de la administración de las grandes economías territoriales de la época del absolutismo, que se desarrolló en forma análoga a las ciencias comerciales.
En la antigüedad, se puede mencionar que, en el Antiguo Egipto en los llamados libros de la sabiduría, de varios faraones, se mencionan las escuelas de comercio de Egipto, en las que se enseñaba escritura, aritmética, procesamiento de pagos, teneduría de libros y planificación de viajes.

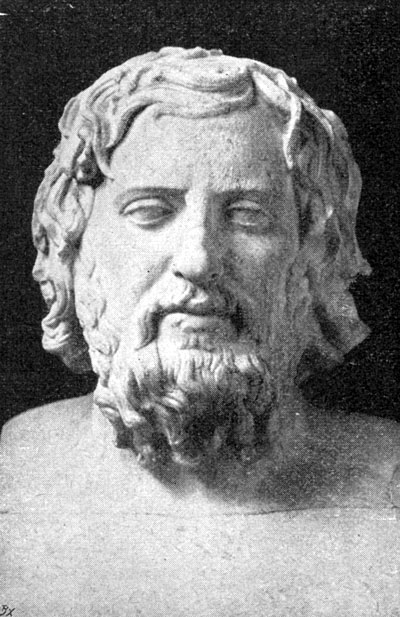
Jenofonte de Atenas

En la Antigua Grecia y el Imperio Romano se pueden nombrar los escritos de Hesiodo; Jenofonte con su famoso Oeconomicus (Οικονoμικός); Catón; Varro; Columela, etc. 
Se debe reconocer que si es permitido hablar de una ciencia económica en la antigüedad y la edad media, esta estaba representada por la economía de la empresa y no por la economía política.
Durante el periodo denominado Revolución Comercial, y el Renacimiento del siglo XII y Baja Edad Media, surgen escritos de la llamada Ciencia Comercial o Mercatura.
Se sabe que los manuales de mercaderes o de comerciantes forman parte de la literatura que comenzó a difundirse en Occidente a finales del siglo XIII. No obstante, existen al menos dos manuales anteriores a ese siglo. El primero de ellos, considerado el más antiguo del que se tiene conocimiento, fue escrito por un autor árabe, Abu al-Fadhl al-Dimashqí, y lleva por título Le livre relatif aux beautés du commerce et à la connaissance des bonnes et mauvaises marchandises et des falsifications (que) les trompeurs (commettent) sur elles ("El libro relativo a las bellezas del comercio y al conocimiento de las mercancías buenas y malas, y de las falsificaciones que los estafadores cometen en ellas"). La fecha exacta de su composición es incierta. André E. Sayous sugiere que fue escrito entre los siglos XI y XII, en Siria, mientras que Robert S. López cita el estudio de C. Cahen de 1962, que indica que el manual fue redactado en el siglo V de la Hégira, o en el siglo XI de la Era Cristiana.Un segundo manual data del siglo XIII y fue redactado en aproximadamente en 1225 d. C. por el inspector de comercio chino Chau Ju-kua con el título Zhu Fan Zhi, renombrado como "descripción de naciones bárbaras o registros de personas extranjeras"  y otros títulos similares.
El primer manual italiano de mercaderes, del que se tiene registro, es Memoria de tucte le mercantie, un texto anónimo redactado en Pisa, alrededor de 1278. Solo existe una copia manuscrita del siglo XVII, que se encuentra en la Biblioteca Comunal de Siena. El segundo manual que se conozca en Occidente es, la Pratica della mercatura (en español, "La práctica del comercio"), también conocida como el Manual del comerciante, es una guía completa sobre el comercio internacional en Eurasia y el norte de África en el siglo XIV, según lo conocía su compilador, el banquero florentino Francesco Balducci Pegolotti. Fue escrita entre 1335 y 1343, con las fechas más probables en 1339 o 1340. Su título original era Libro de las descripciones de los países (Libro di divisamenti di paesi); su nombre más común proviene de su primera impresión en 1766. La obra de Pegolotti se basa en su propia experiencia como banquero y comerciante para la Compagnia dei Bardi, así como en varios documentos locales, estatutos y listas de precios que tenía a su disposición.

Más adelante, ya en pleno Renacimiento, se puede señalar la obra Della mercatura e del mercante perfetto, escrito por Benedetto Cotrugli en Nápoles en 1458, fue el primer manuscrito de contabilidad (4 páginas), aunque, sobre todo un manual de comercio. Cortugli fundamenta el comercio, intenta definir una ciencia comercial, establece algún concepto básico como el de mercadería que es totalmente actual, entre otros temas típicos y clasificaciones de las obras de la época:
"Es cosa natural, y por autoridad de los filósofos claramente probada, que todas las cosas que pertenecen al gobierno del hombre, para que sean bien dirigidas y gobernadas correctamente, es necesario que primero sean formadas en el intelecto, y de tal manera ordenadas que después, cuando se procede a la operación, se demuestre por evidencia que, antes de proceder a las operaciones exteriores, haya precedido la inteligencia interior, la cual se llama teoría; y de ella, como de madre, procede la práctica."
"Desde el principio, inmediatamente después de la propagación de la humanidad, surgió el uso de esta arte de mercatura por la necesidad de bienes que faltaban a unos y sobraban a otros. lo que la naturaleza inicialmente induce es por necesidad y por la conservación de la humanidad, como se ha dicho. Así, debido a esta necesidad, los mercantes comenzaron a ejercer esta arte con la esperanza de ganancia. El arte mercantil, del cual tratamos en nuestra presente obra, aunque tuvo su principio en la naturaleza, como se ha dicho, fue no obstante introducido por la necesidad de las cosas relativas al sustento humano. El comercio es tal que verdaderamente se puede decir que depende de la naturaleza, y que su verdadera origen proviene de ella. Luego fue propagado y amplificado con la destreza de los hombres, de manera que, con él y con su ejercicio, no solo los individuos, sino también las cosas de las familias, repúblicas, principados, reinos e imperios, se gobiernan mucho más fácilmente. Esto es una razón sumamente poderosa que me ha inducido a querer escribir, siguiendo un orden de doctrina, sobre el arte mercantil, lo cual desde la creación del mundo hasta nuestra época, quizás ningún escritor ha hecho. Multiplicándose después los hombres y asentándose en su ejercicio, como es propio de su naturaleza, consideraron que con un medio universal podían satisfacer mejor todas sus necesidades, presentes y futuras. Ese medio universal, que en todo tiempo y lugar tendría valor, les permitiría obtener las cosas necesarias para el sustento humano sin tener que recurrir al intercambio directo de bienes. Así encontraron este medio en el dinero, del cual, como de una fuente viva, surge la mercadería."
"Mercadería: se entienden todas las cosas que se venden o se compran, se intercambian, y de cualquier modo se negocian. Conlleva todas las cosas negociables. Hay bienes que no son comerciables; y estos incluyen bienes sagrados, empeñados, depositados o asegurados; y siempre están prohibidos en cualquier lugar, y se dice que, como son, incluyen venenos, dadivas y similares.

"Mercatura: se entiende el arte, o la disciplina, o bien la ordenación o precepto, o constitución, con las cuales deben ejercerse y negociarse las cosas pertenecientes a la mercadería. Es el arte, o disciplina, ordenada legítimamente entre personas, en las cosas mercantiles, para la conservación de la generación humana, con esperanza de ganancia." "Decimos que esta definición, según nuestra opinión, es perfecta, ya que está comprendida en su género universal y por sus diferencias específicas. Lo universal de ella es cuando dice: arte o disciplina, lo cual no significa otra cosa que una congregación de preceptos, los cuales tienden a un fin determinado "( Benedetto Cotrugli, 1458. Nápoles)
En 1573 se publicó una edición impresa en Venecia y en 1582 una traducción al francés titulada Traité de la marchandise et du parfait marchand, del cual muy presumiblemente se nutriera Savary para fundamentar su idea de mercader perfecto que desarrollara posteriormente en1675.
Si bien la contabilidad como técnica no forma parte de la economía de la empresa [aunque si se considera a la economía de la empresa como tecnología (ciencia y técnica) y no solo como ciencia, la contabilidad sería una rama particular] se puede destacar la aportación practicista de Luca Pacioli que publica la obra llamada umma de arithmetica, geometría, proportioni et proportionalita (Venecia, 1494), considerado el primer tratado de contabilidad impreso en el mundo.
También se puede destacar a Luis Saravia de la Calle, de la Escuela de Salamanca, con su libro "Instrucción de Mercaderes muy provechosa" de 1544, donde trata diversos temas mercantiles y menciona cuestiones relativas al valor subjetivo; que sería algo característico de la ciencia comercial.
Ya en la Edad Moderna, destaca en esta época la obra del genovés G. D. Peri, titulada "II Negotiante" (1665), verdadera enciclopedia del saber comercial de su tiempo.  
Esquemática y sintéticamente la evolución histórica de la disciplina en cinco fases:

### Etapas
Fase 1:

Se puede mencionar que a su inicio en dicha fase: 
"Esta disciplina, en sus primeras manifestaciones, surgió con la pretensión de constituirse como una ciencia de la conducta humana; esto es, como una investigación específica de la acción humana, tal y como se polariza hacia la consecución de un objetivo o fin, mediante el empleo de medios adecuados. La similitud de propósito con la teoría subjetiva del valor que abre paso a la teoría económica contemporánea no puede ser más significativa". 
Sin embargo, esta forma de estudio fue abandonada por motivos no muy claros, y los estudios se dirigieron hacia un enfoque práctico; pasando al estudio de disciplinas de segundo orden como contabilidad, mercadología, cálculo mercantil, etc., que son las denominadas ciencias comerciales y no estrictamente economía de la empresa (de acuerdo a la clasificación alemana); recién en el primer quinquenio de 1910 recobra el sentido original de economía de la empresa, según Piera Labra. Sobre esta cuestión Oreste Popescu menciona que, debido a las condiciones iniciales del liberalismo y capitalismo con su dejar hacer dejar pasar quitó el interés en el estudio sobre temas empresariales, hasta que a fines del siglo XIX y debido a a evolución misma del sistema capitalista se hizo necesario nuevamente el estudio de tales temas. Se puede agregar lo mencionado por Arnold Lindwurm en su libro "Grundzüge der Staats- und Privatwirtschaftslehre, Braunschweig, 1866" respecto de discusión mantenida con otros escritores que sostenían que la enseñanza y estudio de economía privada debía ser remplazada por la economía política o nacional, Lindwurm argumenta que la economía privada tiene particularidades propias que no pueden ser abordadas desde el estudio de la economía nacional o política, y que además el conocimiento de la economía política de la época había sido tomado de los escritos de economía privada. Incluso agrega que la economía política es, también, economía aplicada. Donde tal vez prevaleció la postura que orientó los estudio a la economía nacional tomada como economía general, dejando lo privado a lo técnico.
Esta fase 1, que se sitúa en el siglo XVII desarrollándose las Handlungswissenschaften, persiguiendo el objetivo del beneficio, alcanzando un extraordinario auge las técnicas comerciales.

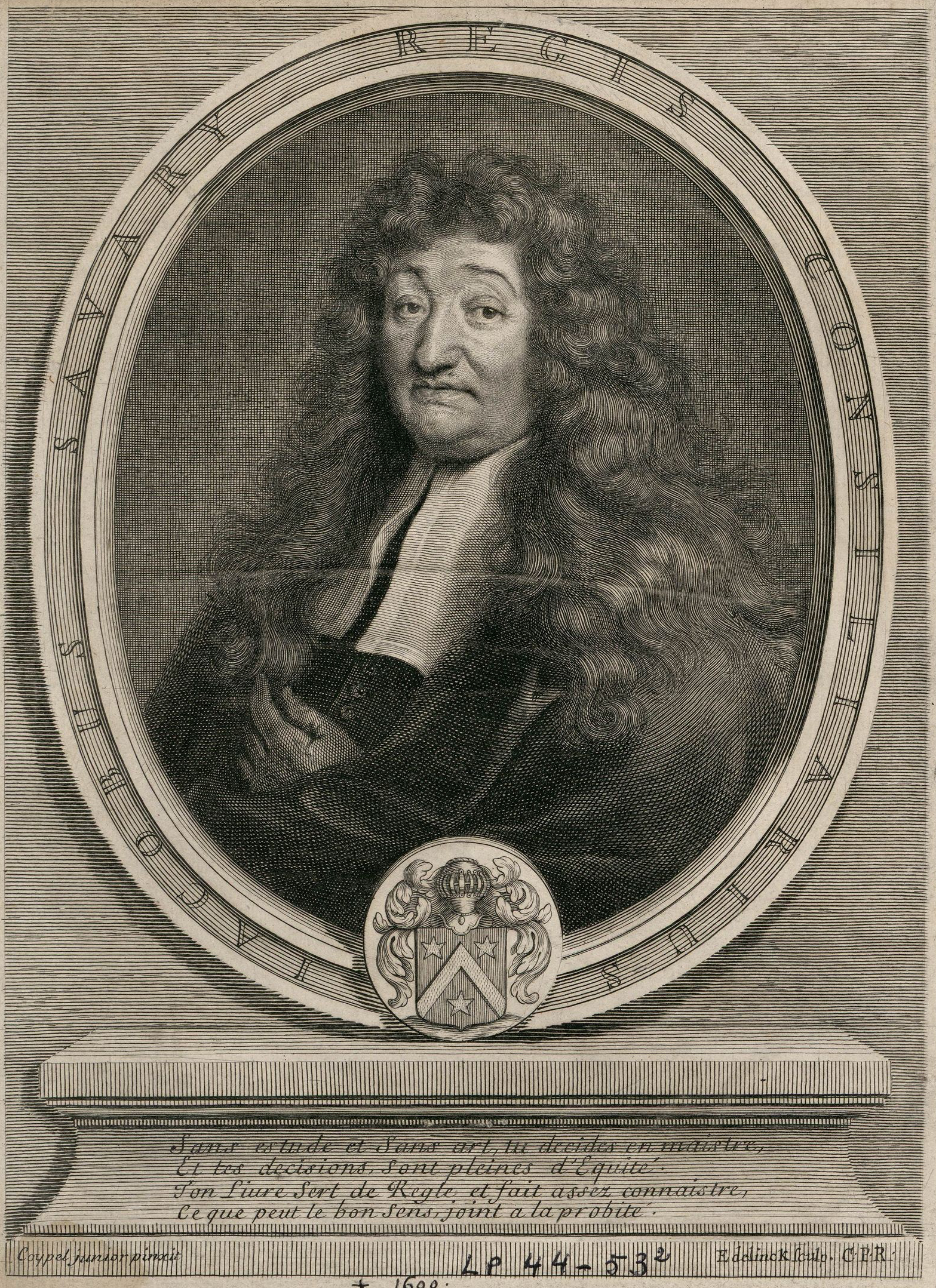
Jacques Savary. Considerado fundador de la ciencia de la acción. Precursor de le economía de la empresa.

En este periodo destaca el francés Jacques Savary (1622-1690), que en 1675 publicó el primer libro de texto estructurado sistemáticamente sobre administración de empresas: Le parfait Négociant. Es considerado el fundador de la ciencia de la acción. En él, resumió todo el conocimiento comercial de su época, describió la actividad comercial y los riesgos asociados, entre otros temas. La primera mitad de su libro puede considerarse, no obstante, la inclusión de las normas mercantilistas, como el primer ensayo de una ciencia de la Economía de la empresa.

Otros creen que la fundación de la economía de la empresa como disciplina científica se realizó durante el cameralismo alemán de la mano del filósofo Karl Günther Ludovici (1707-1779) quién publica en 1756 su obra "la ciencia de los negocios" y "Diccionario del perfecto negociante" que se considera la primera exposición sistemática, con correctas definiciones, claras clasificaciones y exhaustivo tratamiento de la materia. 
La descripción que hace Ludovici de su contenido en el segundo apéndice del Diccionario, se efectúa en términos que constituyen un precedente de los que hoy emplea un sociólogo como Parsons o un economista como Mises. 
Cabe aclarar que Ludovici realizó una traducción al idioma alemán del francés Dictionaire de commerce de Jacques Savary des Burnons en 1741-1743 que con un hermano había continuado el trabajo de su padre Jaques Savary.   

Ludovici puede ser considerado el padre de la administración o economía de la empresa, en su obra "Grundriss eines vollständigen Kaufmanns-Systems, nebst den Anfangsgründen der Handlungswissenschaft, und angehängter kurzen Geschichte der Handlung zu Wasser und zu Lande" define específicamente, entre otras varias aportaciones, a la ciencia comercial y la distingue explícitamente de la política comercial del Estado: 
"Ciencia del Comercio
Introducción
S. I. La ciencia del comercio, como la segunda y principal parte del verdadero comercio, ((§. 4. de la ciencia del comercio, Introducción al comercio: La ciencia del comercio se ocupa del tráfico de mercancías (§ 1: El comercio "ciencia de los comerciantes "es una ciencia que enseña el conocimiento de las mercancías, el comercio con ellas, y la manera de llevar los libros correspondientes) es decir, de la forma y manera de comprar mercancías y distribuirlas nuevamente.)), es una ciencia que enseña a realizar correctamente el comercio.
S. 2. Por lo tanto, debe enseñar y explicar todo lo que, en general, se refiere al comercio, considerado en sí mismo, y en particular sobre su correcta ejecución, lo cual es necesario y útil para un comerciante. Ahora bien, dado que el comercio se lleva a cabo mediante ciertas personas que utilizan varios recursos, la ciencia del comercio debe tratar la realización del comercio de tal manera que primero considere a las personas y luego a los recursos como su objeto particular. En resumen, la ciencia del comercio tiene como objetivo 1) el comercio en sí mismo, 2) las personas necesarias para su ejecución, y 3) los recursos necesarios y útiles para este fin.
S. 3. De esta manera, surgen naturalmente tres partes especiales de la ciencia del comercio: la primera trata del comercio en sí mismo; la segunda, de las personas aptas para el comercio y necesarias para su ejecución, incluyendo las sociedades y colegios; y la tercera, de los recursos necesarios para la correcta ejecución del comercio.
Del comercio en sí mismo
Capítulo 1: Del comercio en general
§ 5. El comercio o la transacción (*), como el primer objeto de la ciencia del comercio (§ 2.), es la ocupación del intercambio de bienes, tras una comparación previa sobre el precio de dichos bienes. Según esta definición, se debe considerar en el comercio tres aspectos: 1) los bienes; 2) la comparación sobre el precio o valor de los bienes; y 3) el intercambio de los bienes. El primer aspecto constituye el objeto o la base del comercio, mientras que en los otros dos reside la esencia del mismo."
§.2. Debe distinguirse claramente de la política comercial, o el arte de gobernar el comercio de un Estado, que se entiende como la ciencia de cómo llevar el comercio de un Estado a su perfección o prosperidad. Por lo tanto, la diferencia radica en que el comercio muestra cómo gestionar un comercio privado; mientras que la política comercial indica cómo gobernar el comercio total de un Estado." 
También introduce cuestiones relacionadas al valor, entre varias otras, como la siguiente: 
"La razón o causa del precio establecido (gesetzter Preis) (§. 28.) no se encuentra en la superioridad particular de la naturaleza de una cosa sobre otra, pues de ser así, una flor hermosa debería valer más que una gran perla; sino que, en cambio, se encuentra (1) en la utilidad (*), con la cual una cosa puede ser beneficiosa para la humanidad (Nützlichkeit).
Sin embargo, nunca se evalúa una cosa solamente por su beneficio, ya sea menor o mayor, que otra: de lo contrario, las cosas más necesarias deberían tener un valor mucho mayor que las que solo sirven para la comodidad, y estas a su vez más que las que solo sirven para el lujo; pero, experimentamos a diario lo contrario, por lo que actualmente solo nos referimos al agua, que es de gran utilidad y, sin embargo, no tiene precio. Aunque no se puede negar que, cuando se trata de lo que hace a una cosa valiosa, la utilidad parece ser suficiente; y que por lo tanto, todas las cosas que proporcionan utilidad pueden volverse valiosas: también es cierto que, si el precio debe ser realmente asignado a una cosa, entonces (2) también debe considerarse la rareza constante o la cantidad constante de dicha cosa, es decir, si está disponible para todos los interesados o no, y en consecuencia si es algo común o raro. Según estos dos aspectos, debe evaluarse y establecerse el precio de todas las cosas."

"Cuando decimos que la primera razón del valor (Werth) radica en la utilidad (Nützlichkeit); no queremos entender solo la utilidad inmediata (unmittelbaren Nutzen), sino también la utilidad mediata (mittelbaren Nutzen). La primera es el placer que una cosa provoca directamente en nosotros; la segunda es la capacidad de una cosa para producir otra cosa, que debe contener la base de un placer, por ejemplo, el pan tiene una utilidad inmediata; pero el grano en relación con la harina, de la cual se hornea el pan, tiene una utilidad mediata." (Karl Günther Ludovici. Leipzig, 1768).
Ya al inicio de la Edad Contemporánea y de la primera revolución industrial, se agrega, también, en Alemania y desde el cameralísmo, a comienzo del siglo XIX, al nurembergués Johann Michael Leuchs (1763-1836) publica en el año 1804 su obra traducida como Ciencia comercial completa o Sistema del comercio (cuyos esbozos son de 1791 en "Exposición general de la ciencia de los negocios") que marca la transición de un enfoque descriptivo a uno inductivo generalizador, comenzando con el estudio científico de los temas de economía de la empresa.
Además hubo aportaciones de autores como, Marpeger, Hubner, desde una óptica mercantilista donde escriben sobre la empresa comercial, su organización interna, etc.
En el siglo XIX, durante la primera revolución industrial e inicio de la segunda revolución, la literatura sobre la ciencia de la acción disminuyó y se desarrolló la enseñanza comercial, que enseñaba las técnicas comerciales necesarias en la creciente industria y que hoy se consideran fundamentos de la administración de empresas. Las obras importantes de los científicos de la acción quedaron olvidadas. Los enfoques prometedores de Leopold Carl Bleibtreu, Jean-Gustave Courcelle-Seneuil, Arnold Lindwurm ( su libro "Die Handelsbetriebslehre und die Entwicklung des Welthandels, Stuttgart 1869" fue uno de los utilizados por Nietzsche para estudiar temas económicos) y Arwed Emminghaus en la mitad del siglo XIX no tuvieron eco. Todo este conocimiento quedó en el olvido y cuando se retoma el sentido de ciencia económica de la empres a inicio del siglo XX fue un volver a empezar desde cero, ya que todas estas obras se desconocían. Sin embargo, luego fueron halladas y unos 100 años más tarde Erich Gutenberg retoma el sistema de factores empresariales descriptos en ellas.

Por ejemplo, Arnold Lindwurm quien era principalmente un autor de ciencia comercial o economía privada, que escribió también sobre economía política, desarrolló una teoría subjetiva del valor anterior a Menger; menciona lo siguiente:
"El beneficio que se obtuvo en el comercio mencionado residía, como en todo comercio, en la diferencia del valor que los objetos intercambiados tenían para los intercambiantes. Al intercambiarse ahora ambos tipos de productos, se logró una satisfacción mutua de los deseos dirigidos hacia los productos; de esta manera, ambos ganaron, pues es evidente que se obtiene una ganancia cuando recibo algo que valoro más a cambio de algo que valoro menos. La magnitud de la ganancia de un intercambiador depende de la magnitud de su valoración. Cuanto más alto valore alguien el objeto que intercambia en comparación con el que da mayor será su ganancia por el intercambio, ya que mayor será su satisfacción; esta, sin duda, es el único propósito de todo intercambio.
La valoración de un objeto depende completamente de las circunstancias. Está condicionada por la relación en la que un objeto, en comparación con otros objetos, se encuentra respecto a la persona que lo valora. Esta relación, sin embargo, varía no solo según los objetos, sino también según las personas.
Los objetos a su vez no solo varían en sus características y apariencia, sino también según el costo asociado. Las personas no solo varían según su deseo por esas características y por la apariencia de las cosas, sino también según su capacidad de gasto para obtener las cosas.
El precio depende del valor subjetivo asignado y de la capacidad de pago; [pero aclara sobre la predisposición hacia un producto] es una estimación de valor suposicional, pero esto es fantasía ya que, como es sabido, muchos placeres de la vida parecen muy diferentes cuando no se pueden obtener en comparación con cuando se está en capacidad de obtenerlos.
Valor y precio: El valor es el resultado de la evaluación de la relación entre un objeto y una persona, comparado con otros objetos. El precio es solo uno de los factores del valor, representando el esfuerzo o costo requerido para obtener algo. El valor es subjetivo y puede cambiar con el tiempo, mientras que el precio pagado es un hecho inmutable.
Factores del valor: Factores subjetivos: Deseo y capacidad de gasto.Factores objetivos: Propiedades del objeto y esfuerzo requerido
Especulación comercial: Se basa en las fluctuaciones de valor entre el dinero y las mercancías. El dinero tiende a tener un valor más estable que otros bienes.

Papel del comerciante: Debe considerar la subjetividad de los deseos de sus clientes al calcular precios. A veces debe introducir nuevos productos y crear una valoración en los clientes. Los comerciantes a veces deben crear nuevas relaciones de valor, especialmente al comerciar con pueblos menos familiarizados con productos europeos." ( Arnold Lindwurm, Leipzig, 1869; 1866; 1865; 1861).
Fase 2: segundo tercio del siglo XIX en el que se produce un abandono de las técnicas comerciales y se centran las aportaciones en la problemática delámbito interno de la empresa.
Fase 3: de 1866 a 1944 en la que se desarrolla la “Privatwirtschaftslehre" en base del principio de beneficio intensificándose notablemente la disciplina de la empresa.
La característica formal de este periodo, también denominado dentro de la historia de la disciplina como "el periodo de desarrollo de la técnica comercial descriptiva" es la creación de las Escuelas Superiores de Comercio en Europa, América y Japón. Con la intervención de Ehrenberg en 1897 se inicia esta época precursora que se prolonga hasta la Primera Guerra Mundial. Las obras de Gomberg, Schar, Weyeman y Schonitz constituyen las principales aportaciones a la "disciplina económica privada (Privatwirtschaftgehre). León Gomberg es, sin duda, el principal promotor al defender la existencia de un enfoque especifico económico singular frente al enfoque especifico general de la Economía Política. "En su obra "Handelsbetriebslehre und Einzelwirtschaftslehre" (1904), destaca por primera vez las diferentes perspectivas de la empresa comercial (economía de la empresa) y la economía nacional (economía general), lo que justifica la división sistemática de la ciencia económica en dos subdisciplinas. De esta manera, él diferencia y establece los límites de la creciente Administración de Empresas en relación con la economía nacional y las escuelas comerciales no científicas".
Con Schmalenbach surge la época de la moderna economía de la empresa. En esos comienzos se publican cuatro obras fundamentales: la de Hellauer, la de Schar, la de Weyerman y Schiinitz y, por último, la de Nicklisch; todas ellas aparecen entre 1910 y 1912. Schar presenta una exposición completa de la disciplina, caracterizándose su aportación fundamentalmente por rechazar el principio de beneficio como punto de partida de una exposición científica e introduciendo el principio de "economicidad". Es de interés notar que el leit rnotiv de la empresa comercial lo ve Schar en la "vinculación entre productores y consumidores con el fin de intercambiar sus productos con los mínimos costes y organizados de la forma mas rápida, barata y cómoda".

Durante el período de la Primera Guerra Mundial se produjo un cambio en el énfasis de la teoría económica. Se dejó de centrarse en el análisis a nivel de la empresa, ya que cada vez era más claro que la competencia perfecta no era un modelo adecuado de cómo se comportaban las empresas. Hasta entonces, la teoría económica se había centrado en tratar de comprender los mercados por sí solos y se habían realizado pocos estudios para comprender por qué existían las empresas u organizaciones.
* Japón: a partir de, aprox. 1868 con la Restauración Meiji, la Segunda Revolución Industrial surgió la necesidad de formar a expertos que organizaran y administraran las empresas, de corte moderno. Para ello, los japoneses abrevarían de dos fuentes. 1-  la inicial fue el estudio de la economía de la empresa (Keiei Gaku) en Alemania, donde luego siguieron teniendo relación con profesores alemanes. Para 1887 se creó en Tokio una escuela de estudios mercantiles que hasta 1920 no adquirió rango universitario. 2- Además, los prácticos de la gestión empresarial pusieron la vista en el management norteamericano, deslumbrados por la elevada productividad conseguida por sus colegas de aquel país gracias a las técnicas organizativas aplicadas. Cobrando mayor atención luego de la Segunda Guerra Mundial. Los japoneses lograron una síntesis entre ambas corrientes: «Las teorías alemanas han suministrado construcciones y metodologías teóricas, mientras que las aportaciones norteamericanas han suministrado contenido y substancia a la Keiei Gaku, tal como refleja el dicho: el esqueleto de la disciplina es Alemán y el músculo del management americano». 
Fase 4: que situada en los años treinta y cuarenta deja a un lado las técnicas comerciales, se desarrollan los sectores parciales de la empresa y se concibe la investigación partiendo del principio de economicidad.
Con estas cuatro obras se sientan las bases del periodo de sistematización de los conocimientos y se produce el paso de la "técnica comercial" a la disciplina de la economía de la empresa. Un autor importante de esta época fue Konrad Mellerowicz, mocionaba la teoría económica de la explotación o economía de la explotación (economía de la empresa); y distingue la economía de la explotación de la economía política. La economía de la explotación o de la empresa tiene como objeto la configuración racional de la actividad económica de la empresa como realidad empírica; ella investiga los procesos empresariales, su vida económica, y todo lo que depende para su supervivencia. En cambio, la economía política estudia el efecto que producen estas actividades económicas en el conjunto total. En la economía de la explotación se tiene la idea formativa de considerar a la empresa como un organismo, mientras en la economía política se tiene un criterio, pero no sirve como creadora de un sistema. Es decir, son dos modos diferente de considerar el mismo objeto, y ambas constituyen la ciencia económica.
Este autor, algunos años después, tendría una gran disputa metodológica con Erich Gutenberg.
Fase 5: después de 1950, acentúa menos los aspectos internos, adentrándose más en la investigación de la economía de la empresa general en base del principio de rentabilidad.
En este periodo destaca Erich Gutenberg, fue un influyente economista alemán. Es considerado el fundador de los estudios modernos de negocios alemanes después de la Segunda Guerra Mundial. Gutenberg utilizó la investigación operativa para explicar el funcionamiento de la empresa, que no está lejos de una microeconomía más aplicada.
Los años cincuenta significan para la disciplina una consolidación de sus conocimientos, y se trazan las siguientes direcciones: 1)una profundización teórica en campos parciales; 2) desarrollo y afianzamiento de la política económica de la empresa; 3)fuerte tendencia a la contemplación de los problemas empresariales dentro de concepciones integrales, por un lado, y profundización singular, por otro; 4) una tendencia cada vez más fuerte a que se apliquen los conocimientos teóricos a la práctica.

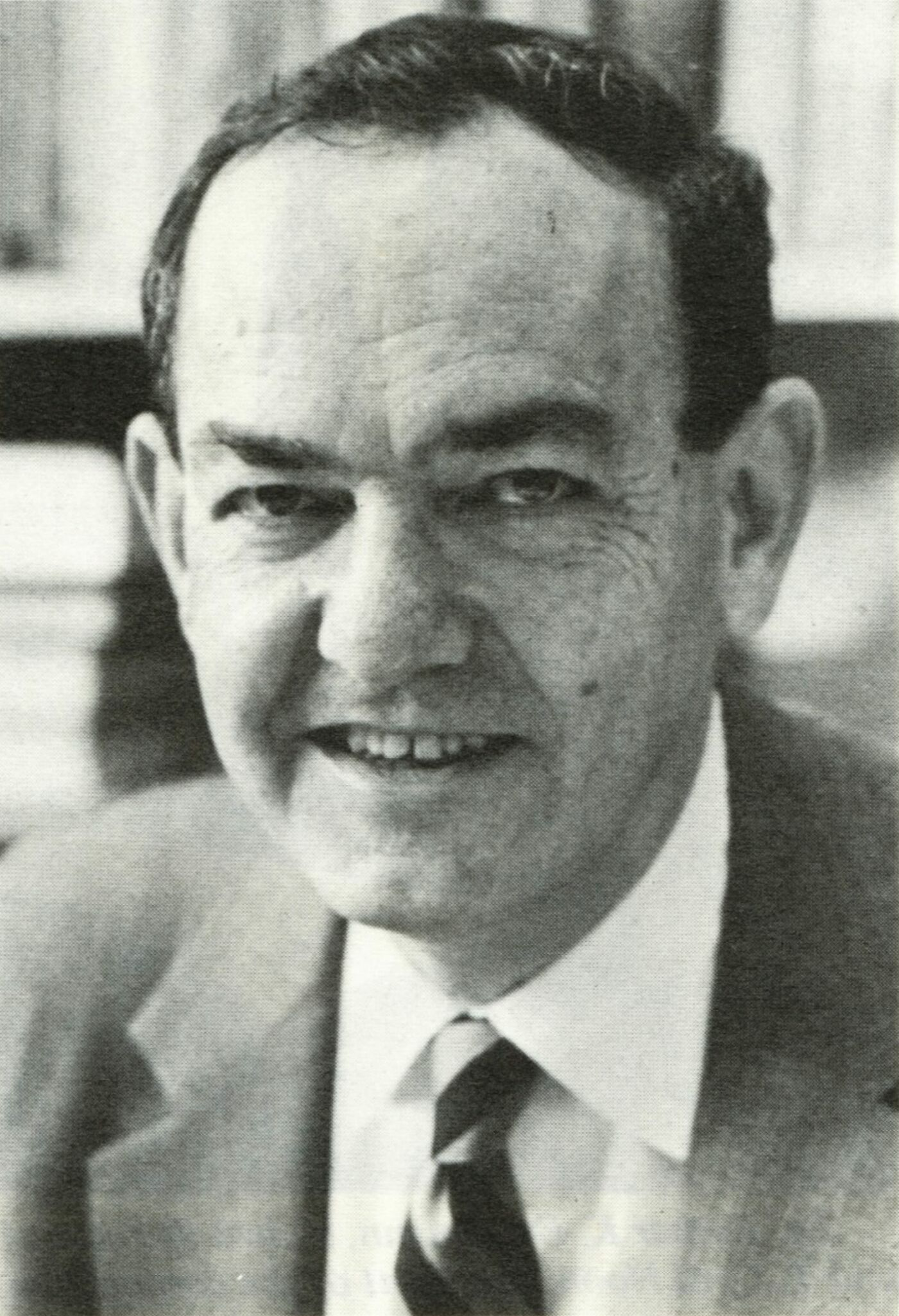
Herbert Alexander Simon. Premio Nobel en economía 1978.

- A mediados de los 70 y principios de los 80 aparecen autores que concentran la atención en las fases de planificación, organización y control en que se divide el proceso directivo, es decir, se ocupan más de la gestión interna de la empresa que de explicar la naturaleza y razón de ser de la misma. Hasta entonces la teoría de la administración era una materia afín a la economía de la empresa, pero no se consideraba parte integrante de la misma. Es tal la integración que se dio, que para muchos la teoría administrativa reemplazaba de hecho a la economía de la empresa.[84]
- La teoría administrativa abre una nueva dimensión en la economía de la empresa al tomar en cuenta los aspectos psicosociológicos de la misma. Dentro de la teorías administrativas se encuentra la teoría de sistemas que ha sido especialmente útil a la economía de la empresa.[85]

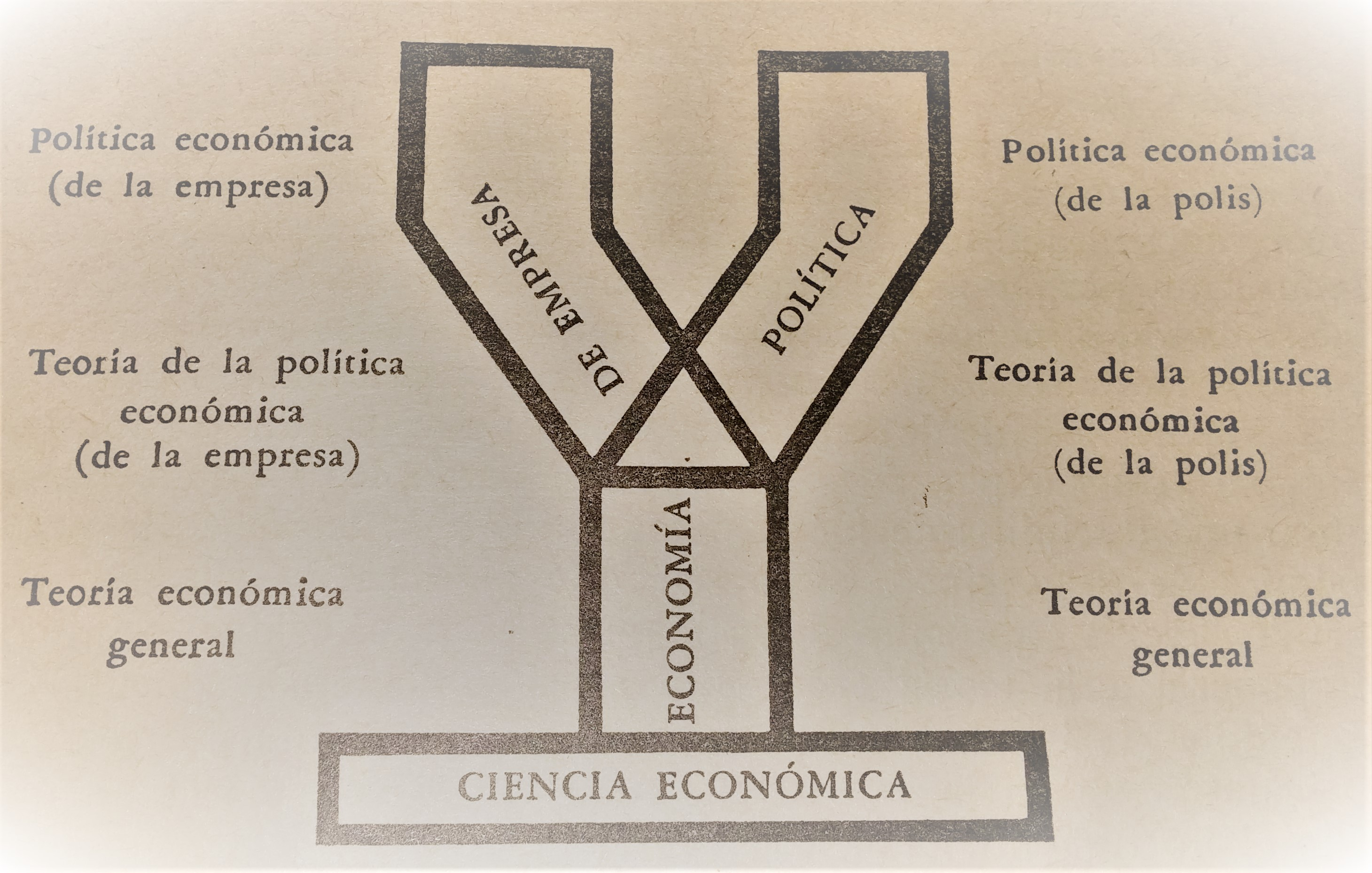
Dos disciplinas con una teoría general en común.

Desde fines del siglo XIX hasta pasada la mitad del siglo XX ha habido controversia de como considerar a al economía de la empresa y a la economía política. Por un lado los economistas políticos han tendido a llamar directamente economía a la economía política. Por otro lado, se ha propuesto que la economía de la empresa y la economía política eran dos disciplinas no relacionas la primera basada en las ciencias tecnológicas y la segunda en las ciencias filosóficas, o bien que la primera se basaba en ciencias económicas y la otra en ciencias sociales. Otra propuesta era que ambas disciplinas eran independientes y que juntas constituían las ciencias económicas. Luego, otras proposiciones sostenían que la economía política dependía de la economía de la empresa, y viceversa. Una última propuesta sostiene que hay una ciencia económica sobre los cuales se constituyen la economía de la empresa y la economía política que poseen una teoría económica general común, luego cada rama tendría sus elementos constitutivos. La economía de la empresa poseería una teoría de la política económica de la empresa y una política económica de la empresa, y la economía política tendría su teoría de la política económica de la polis y su política económica de la polis correspondiente.

## Teorías microeconómicas de la empresa
Si bien como se ha señalado al inicio, la economía de la empresa no surge desde la economía política y, más en específico, la microeconomía no se configura como disciplina para dar respuesta a planteos de la economía de la empresa en tanto realidad empresarial concreta, si ha habido por fuera de la teoría clásica cierto acercamiento. 
Y como bien señala Gutenberg al no existir diferencias fundamentales entre la economía de la empresa y la economía general, lo que en el mundo anglo se denomina teoría de la firma, se incorpora y toma como perteneciente a la economía de la empresa.
Las teorías microeconómicas de la empresa (también denominada economía política de la empresa) consiste en una serie de teorías económicas que explican y predicen la naturaleza de una empresa, su existencia, su comportamiento, su estructura y su relación con el mercado.

### Generalidades
La teoría de la empresa pretende responder a las siguientes preguntas:
- Existencia. ¿Por qué surgen las empresas? ¿Por qué no todas las transacciones de la economía están mediadas por el mercado?
- Límites ¿Por qué el límite entre las empresas y el mercado se sitúa exactamente allí en relación con el tamaño y la variedad de la producción? ¿Qué transacciones se realizan internamente y cuáles se negocian en el mercado?
- Organización. ¿Por qué las empresas están estructuradas de una manera específica, por ejemplo en lo que respecta a la jerarquía o descentralización? ¿Cuál es la interacción de las relaciones formales e informales?
- Heterogeneidad de las acciones/actuaciones de la empresa. ¿Qué impulsa las diferentes acciones y actuaciones de las empresas?
- Evidencia. ¿Qué pruebas existen para las respectivas teorías de la empresa?[90]

Las empresas existen como un sistema alternativo al mecanismo de precios de mercado cuando es más eficiente producir en un entorno no comercial. Por ejemplo, en un mercado laboral, puede ser muy difícil o costoso para las empresas u organizaciones dedicarse a la producción cuando tienen que contratar y despedir a sus trabajadores en función de las condiciones de la oferta y la demanda. También podría ser costoso para los empleados cambiar de empresa todos los días en busca de mejores alternativas. Del mismo modo, puede resultar costoso para las empresas encontrar nuevos proveedores a diario. Por lo tanto, las empresas establecen un contrato a largo plazo con sus empleados o un contrato a largo plazo con sus proveedores para minimizar el costo o maximizar el valor de los derechos de propiedad.

### Ruptura con el enfoque clásico y neoclásico

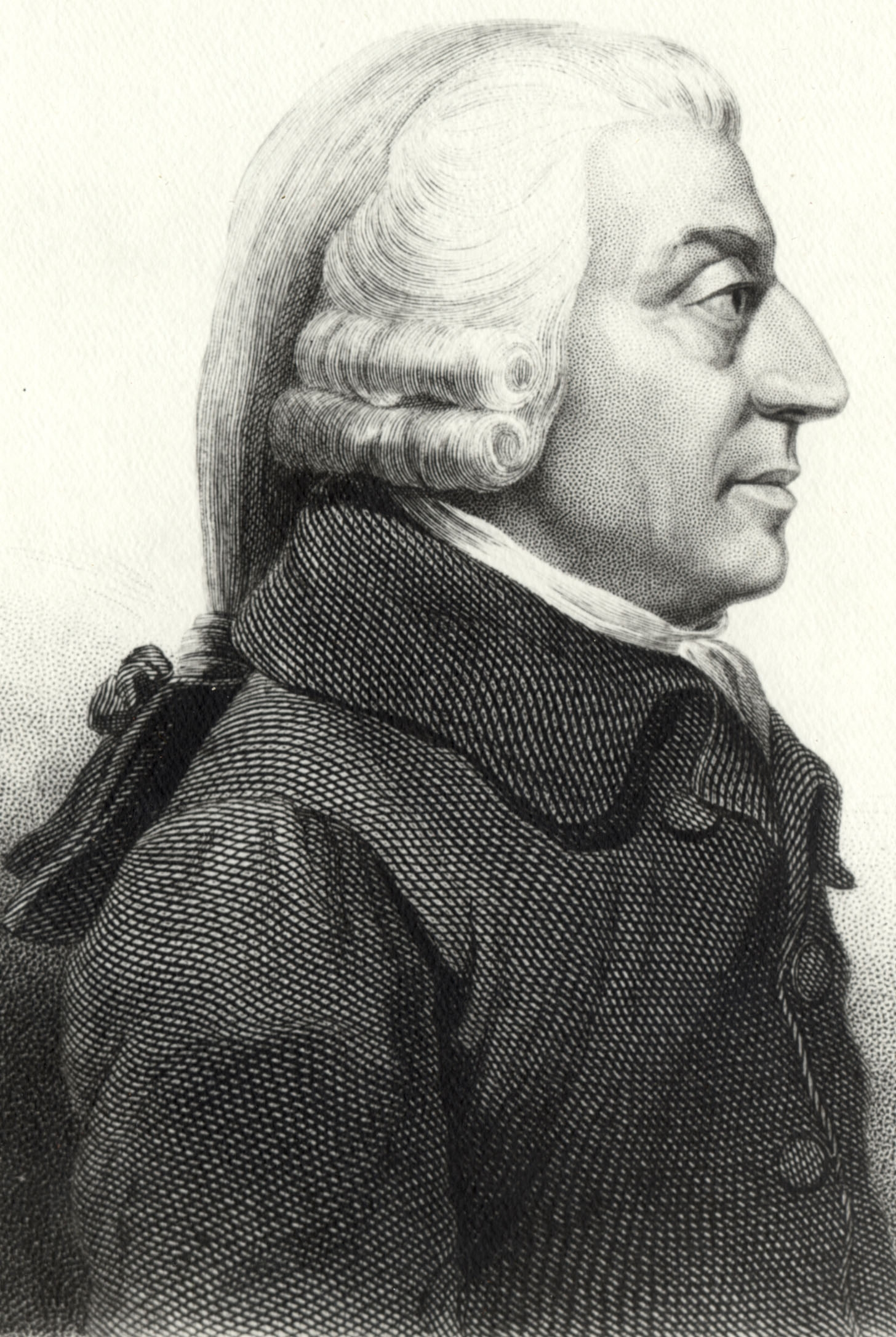
Adam Smith, considerado el padre de la economía política.

Desde la antigüedad, la organización fue objeto de interés y de análisis. Por ejemplo Platón idealizaba las funciones de las personas en el seno de la sociedad, a través de la división del trabajo.
En el siglo XVIII, Adam Smith fue uno de los primeros autores en reflexionar sobre el funcionamiento de la empresa, afirmando que la división del trabajo sobre la base de la especialización y en función de habilidades y competencias, permite con toda certidumbre dinamizar el mercado. En esta óptica, la empresa es pues una organización que es tratada como «caja negra» en la medida que no se analizan los fenómenos que se producen en su seno, sino únicamente las motivaciones de los individuos y las consecuencias de sus acciones sobre el mercado. El individuo idealizado así para este enfoque, no buscaría nada más que la satisfacción de sus intereses personales que puede incluir el bienestar de otros individuos. ("homo oeconomicus").
Esta hipótesis de trabajo fue parcialmente retomada por la teoría neoclásica, la que simplifica la empresa asignándole una función de producción determinada por el comportamiento del empresario o emprendedor, al que se le atribuye racionalidad. El empresario es guiado por un objetivo único, maximizar su utilidad generalmente a partir del uso de dos factores de producción: el capital y el trabajo, en una economía donde reina una concurrencia simplificada (pura y perfecta). Aunque también puede haber otros tipos de mercados como los oligopolios o monopsonios.
La empresa es percibida como un elemento y como un autómata. La teoría económica explica entonces la existencia de la empresa por el factor tecnológico: la empresa sería el lugar que permitiría transformar ciertas entradas (trabajo, capital fijo, capital circulante, capital humano) en salidas (bienes y servicios comercializados sobre el mercado).
El artículo de Ronald Coase, «The Nature of the Firm», publicado en 1937, marca una ruptura con el enfoque neoclásico estándar de la organización. A partir de los años 1940, se desarrollan varios enfoques alternativos, que buscaban responder a diversas inquietudes: 
- ¿Por qué existen empresas así como otras formas de asociación y de organización?
- ¿Cómo se comportan las organizaciones, en cuanto entidades económicas distintas?
- ¿Cómo se organiza la producción en el seno de las empresas? ¿Cómo funcionan las organizaciones?
- ¿Cómo explicar las diversas orientaciones seguidas por las organizaciones? ¿Qué es lo que determina la evolución de las mismas? ¿Cómo ellas hacen frente y enfocan las transformaciones del medio ambiente?

La obra de Masahiko Aoki Archivado el 4 de septiembre de 2013 en Wayback Machine. conduce a repensar la articulación entre instituciones, organizaciones, y agentes individuales.
Las rupturas señaladas nos llevan a reagrupar las diferentes teorías económicas modernas de las organizaciones, en las siguientes tres categorías: los enfoques « contractualistas », los enfoques « cognitivistas », y los enfoques « políticos ».

### Teoría del costo de transacción

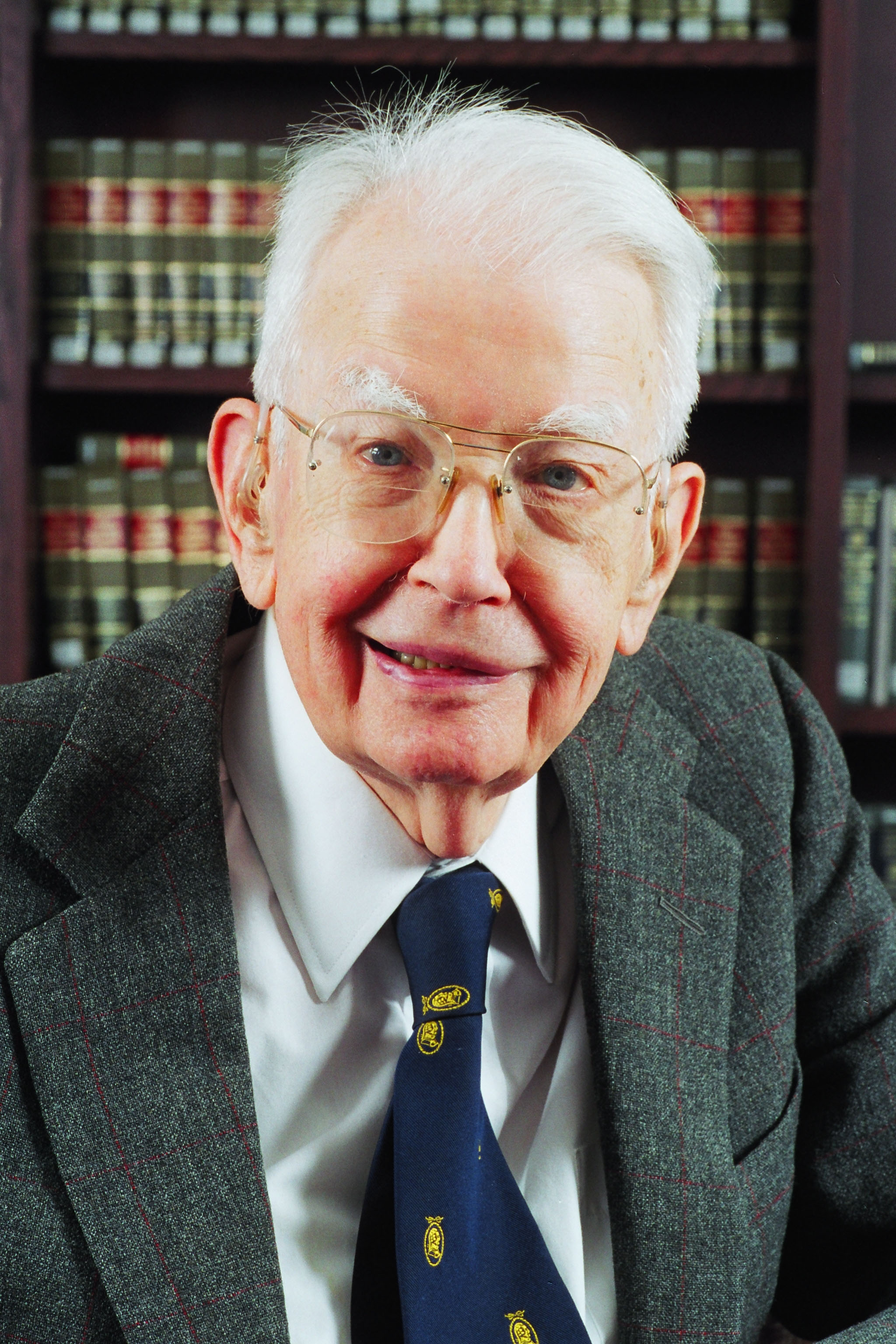
Ronald Coase. Premio Nobel en economía 1991.

Según Ronald Coase, las personas organizan su producción en empresas cuando el costo de transacción de coordinar la producción a través del mercado, dada información imperfecta, es mayor que dentro de la misma empresa.
Ronald Coase expuso su teoría del costo de transacción de la empresa en 1937, lo que la convirtió en uno de los primeros intentos (neoclásicos) de definir teóricamente a la empresa en relación con el mercado. Un aspecto de su neoclasicismo radica en que presentaba una explicación de la empresa que es consistente con los rendimientos constantes de escala en lugar de basarse en los rendimientos crecientes de escala. Otro aspecto es el hecho de que la empresa se define de una forma que es realista y que además se ajusta perfectamente a la idea de la sustitución marginal, así que losinstrumentos convencionales de análisis económico son aplicables. Coase señala que las interacciones de una empresa con el mercado pueden no estar bajo su control (por ejemplo, debido a los impuestos sobre las ventas), pero su asignación interna de recursos sí lo está: "Dentro de una empresa se eliminan las transacciones de mercado y en lugar de la complicada estructura de mercado con transacciones de intercambio, se sustituye por el empresario.... quien dirige la producción". Se pregunta la razón por la que los métodos alternativos de producción no pueden conseguir toda la producción de modo que las empresas utilicen precios internos para toda su producción, o bien que una sola gran empresa dirija toda la economía.
Coase parte del punto de vista de que los mercados podrían, en teoría, llevar a cabo toda la producción, y que lo que debe explicarse es la existencia de la empresa, con su "marca distintiva... [de] la sustitución del mecanismo de precios". Coase identifica algunas razones por las que las empresas pueden surgir, y descarta cada una de ellas por no tener importancia:
- algunas personas prefieren trabajar bajo la dirección de alguien y están dispuestas a pagar por ese privilegio (aunque esto es poco probable);
- algunas personas prefieren dirigir a otros y están dispuestas a pagar por ello (aunque generalmente a las personas se les paga más por dirigir a otros);
- los compradores prefieren bienes producidos por empresas.

Para Coase, la razón principal para crear una empresa es evitar algunos de los costos de transacción de la utilización del mecanismo de precios. Estos incluyen el descubrimiento de precios relevantes (que pueden ser reducidos, pero no eliminados mediante la compra de esta información a través de especialistas), así como los costos de negociación y de redacción de contratos exigibles para cada transacción (los cuales pueden ser grandes si hay incertidumbre). Además, los contratos en un mundo incierto necesariamente son incompletos y tienen que ser renegociados con frecuencia. Los costos de regatear sobre la división del superávit, particularmente si hay información asimétrica y especificidad de los activos, pueden ser considerables.
Si una empresa operara internamente bajo el sistema de mercado, se necesitarían muchos contratos (por ejemplo, incluso para comprar un bolígrafo o hacer una presentación). En contraste, una empresa real tiene muy pocos contratos (aunque los que tiene son mucho más complejos), tales como los que definen el poder de dirección de un gerente sobre los empleados, a cambio de que el empleado reciba un pago. Este tipo de contratos se celebran en situaciones de incertidumbre, particularmente en el caso de las relaciones que son de larga duración. Esta situación va en contra de la teoría económica neoclásica. El mercado neoclásico es instantáneo, prohíbe el desarrollo de relaciones extendidas agente-principal (empleado-gerente), de planificación y de confianza. Coase concluye que "es probable que surja una empresa en aquellos casos en que un contrato a muy corto plazo sería insatisfactorio", y que "parece improbable que surja una empresa sin la existencia de incertidumbre".
Señala que las medidas gubernamentales relacionadas con el mercado (impuestos sobre las ventas, racionamiento, control de precios) tienden a aumentar el tamaño de las empresas, ya que éstas no estarían sujetas internamente a esos costos de transacción. De este modo, Coase define la empresa como "el sistema de relaciones que se establece cuando la dirección de los recursos depende del empresario". Por lo tanto, podemos pensar que una empresa se hace más grande o más pequeña en función de si el empresario organiza una cantidad mayor o menor de transacciones.
Se plantea entonces la cuestión de qué es lo que determina el tamaño de la empresa; ¿por qué el empresario organiza cierto número de transacciones? ¿por qué no más o menos? Dado que la razón de ser de la empresa es tener unos costos inferiores a los del mercado, el límite superior del tamaño de la empresa lo fijan los costos que aumentan hasta el punto de que internalizar una transacción adicional equivale al costo de realizar dicha transacción en el mercado. (En el límite inferior, los costos de la empresa superan a los del mercado y por tanto no se producen). En la práctica, los rendimientos decrecientes de la dirección contribuyen en mayor medida a aumentar los costos de organización de una gran empresa, especialmente en las empresas grandes con muchas plantas y transacciones internas diferentes (por ejemplo, un conglomerado), o si los precios relevantes cambian con frecuencia.
Coase concluye afirmando que el tamaño de la empresa depende de los costos de utilización del mecanismo de precios y de los costos de organización de otros empresarios. Estos dos factores determinan cuántos productos produce una empresa y qué cantidad de cada uno.

### Teoría gerencial

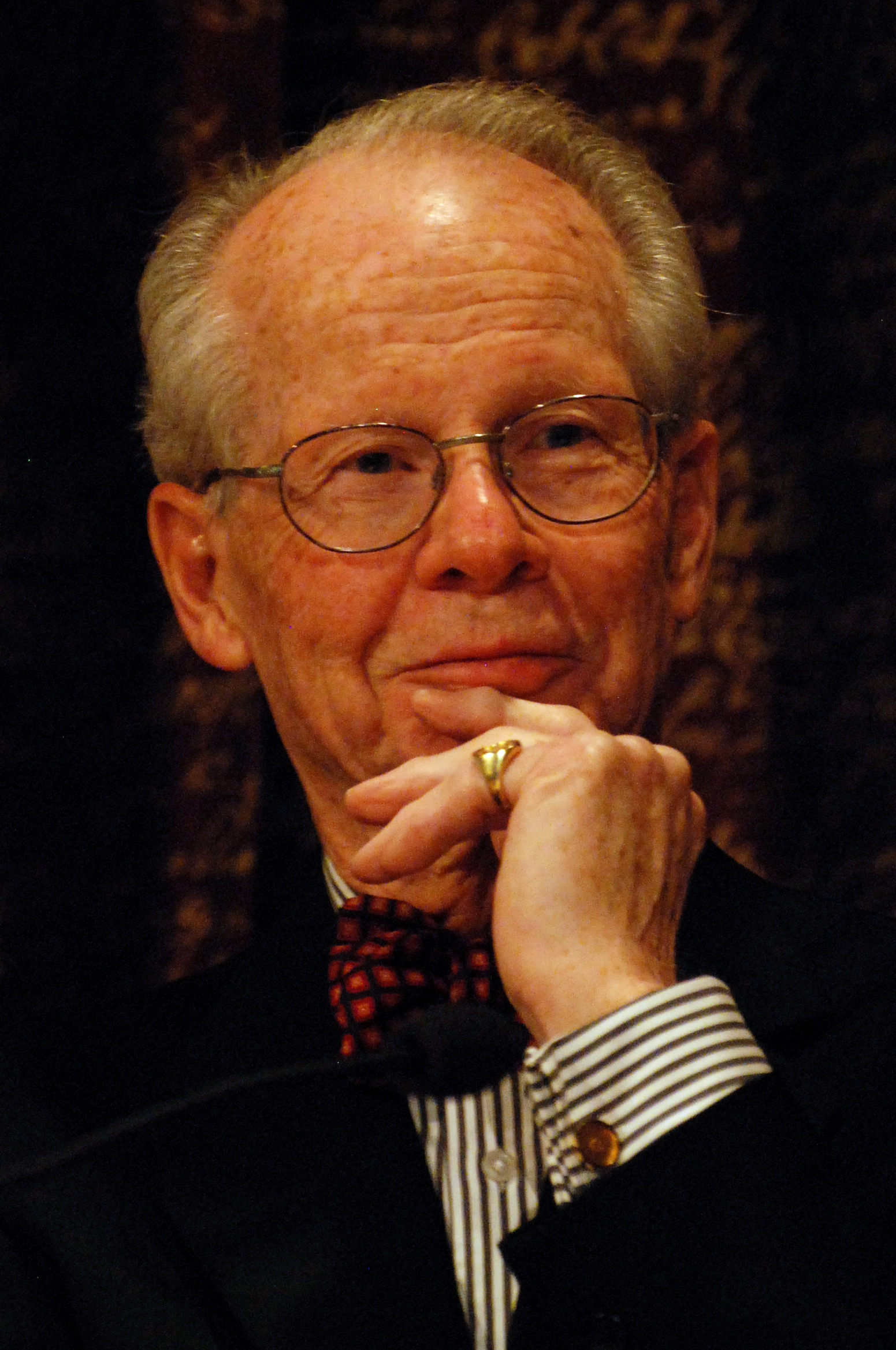
Oliver E. Williamson. Premio Nobel en economía 2009.

Fue hasta los años sesenta que la teoría neoclásica de la empresa se vio seriamente cuestionada por alternativas como la teoría gerencial y la teoría conductual. Las teorías gerenciales de la empresa, desarrolladas por William Baumol (1959 y 1962), Robin Marris (1964) y Oliver E. Williamson (1966), sugieren que los gerentes buscarán maximizar su propia utilidad y considerarán las consecuencias de esto para explicar el comportamiento de la empresa en contraste con la maximización de las ganancias. Recientemente, esto se ha convertido en un análisis de "agente-principal" que modela un caso ampliamente aplicable en el que un principal (un accionista o una empresa, por ejemplo) no puede inferir sin costo cómo se comporta un agente (un gerente o un proveedor, por ejemplo). Esto puede deberse a que el agente tiene mayor experiencia o conocimiento que el principal, o a que el principal no puede observar directamente las acciones del agente; la información asimétrica es lo que conduce a un problema de riesgo moral. Esto significa que hasta cierto punto los directivos pueden perseguir sus propios intereses. Los modelos de gestión tradicionales suelen suponer que los directivos, en lugar de maximizar los beneficios, maximizan una función simple de utilidad objetiva (que puede incluir el salario, los beneficios, la seguridad, el poder, el prestigio) sujeta a una restricción arbitraria de la rentabilidad (la satisfacción de los rendimientos).

### Los enfoques contractualistas
Los enfoques « contractualistas » de la organización se orientan a la rama neoclásica de la nueva economía (se habla de «teoría estándar extendida») : Según esta concepción, la empresa es concebida como un « nudo de contratos » o « encrucijada de contratos » o « colección de contratos», a partir del cual se organiza la producción.

#### Teoría de la agencia y de los derechos de propiedad
Las teorías de la agencia (Michael C. Jensen y William H. Meckling) así como las teorías de los derechos de propiedad (Armen Alchian y Harold Demsetz), constituyen aplicaciones directas de la analítica neoclásica a situaciones donde se manifiestan asimetrías de información entre los distintos agentes intervinientes. Estos últimos se suponen racionales y maximalistas, pero el abandono de la hipótesis de información perfecta, está en el origen de los problemas de coordinación. Así, la empresa aparece entonces como un conjunto de arreglos y acuerdos institucionales, susceptibles de mejorar el resultado global.
La teoría de los derechos de propiedad parte del postulado que todo intecambio entre agentes, corresponde en los hechos a un cambio o intercambio de ciertos derechos de propiedad sobre objetos (derecho de utilización, derecho de obtener renta, derecho de cesión a un tercero). Los costos de utilización son entonces función de la naturaleza de estos derechos, y en particular del nivel de exclusividad en cuanto a utilización o posibilidad de cesión. La función de los derechos de propiedad se inscribe también en internalizar las externalidades, y en incitar así a los individuos a crear activos y a valorizar los existentes. La definición de los derechos de propiedad debería permitir desembocar en una situación más o menos óptima de asignación de recursos (consultar Teorema de Coase). La organización, y más específicamente la empresa capitalista, es así analizada como una estructuración específica de los derechos de propiedad, lo que debería permitir la puesta en marcha de procedimientos de control eficaces y eficientes.
La mayoría de estos trabajos de investigación, se inscriben en un análisis que considera que el surgimiento de las firmas capitalistas, y más específicamente de las sociedades por acciones, se debe a la superioidad así obtenida en relación a los derechos de propiedad, por sobre todas las otras formas de organizar la producción, incluyendo allí a las propias empresas públicas. Adolphe Berle (el padre de la teoría de la moderna administración global de los negocios) así como Gardiner Means sostienen además la idea que solamente los gerentes tienen las competencias como para tornar más eficaz a la organización. El control de los accionistas y de los negocios, se torna indispensable para la organización, al menos en un marco concurrencial.
Por su parte la teoría de la agencia se inscribe en la prolongación de la teoría de los derechos de propiedad.
M. C. Jensen y W. H. Meckling (1976) definen así la relación de agencia, como un contrato por el cual una o varias personas (jerarca o principal) contratan a otra persona (agente), para ejecutar una determinada tarea por delegación o representación, lo que en alguna medida implicará la transferencia al agente de algún poder de decisión o resolución. La empresa es así considerada como un conjunto de contratos específicos suscritos entre quienes controlan los factores de producción (capital y trabajo) y sus « clientes ». Esta visión comporta varias implicaciones. Por un lado, la empresa es percibida como una ficción legal, sin existencia propia y sin fronteras bien delimitadas. Y por otro lado, la distinción mercado/organización heredada de Coase pierde una gran parte de su significación. Así, la empresa sería entendida como una forma de organización que trataría de minimizar los costos de agencia ligados a asimetrías de información. En los hechos, se trataría de encontrar una estructuración de contrataciones que permitiría instaurar incentivos adecuados, equilibrando riesgos y beneficios.
Como para la teoría de los derechos de propiedad, la teoría de la agencia tiende a mostrar que así se obtiene la configuración contractual más eficiente. De esta forma, en un entorno complejo y cuando la empresa es de grandes dimensiones (o sea, cuando las informaciones y las decisiones están repartidas entre un gran número de agentes), es más eficiente separar el control de las decisiones de gestión, del control de las decisiones de control.